# China op de Paralympische Zomerspelen 2020
China was een van de landen die deelnam aan de Paralympische Zomerspelen 2020 in Tokio, Japan.

## Medailleoverzicht
| Atletiek       | Deng Peicheng                   | 100 m, T36 (m)                         | Goud   |  |  |
| Atletiek       | Di Dongdong                     | Verspringen, T11 (m)                   | Goud   |  |  |
| Atletiek       | Dong Feixia                     | Discuswerpen, F55 (v)                  | Goud   |  |  |
| Atletiek       | Gao Fang                        | 100 m, T53 (v)                         | Goud   |  |  |
| Atletiek       | Jiang Fenfen                    | 400 m, T37 (v)                         | Goud   |  |  |
| Atletiek       | Li Chaoyan                      | Marathon, T46 (m)                      | Goud   |  |  |
| Atletiek       | Liu Cuiqing Gids: Xu Donglin    | 200 m, T11 (v)                         | Goud   |  |  |
| Atletiek       | Liu Cuiqing Gids: Xu Donglin    | 400 m, T11 (v)                         | Goud   |  |  |
| Atletiek       | Liu Li                          | Kogelstoten, F32 (m)                   | Goud   |  |  |
| Atletiek       | Liu Li                          | Kegelwerpen, F32 (m)                   | Goud   |  |  |
| Atletiek       | Mi Na                           | Discuswerpen, F38 (v)                  | Goud   |  |  |
| Atletiek       | Shi Yiting                      | 100 m, T36 (v)                         | Goud   |  |  |
| Atletiek       | Shi Yiting                      | 200 m, T36 (v)                         | Goud   |  |  |
| Atletiek       | Sun Penxiang                    | Speerwerpen, F41 (m)                   | Goud   |  |  |
| Atletiek       | Wen Xiaoyan                     | 100 m, T37 (v)                         | Goud   |  |  |
| Atletiek       | Wen Xiaoyan                     | 200 m, T37 (v)                         | Goud   |  |  |
| Atletiek       | Wen Xiaoyan                     | Verspringen, T37 (v)                   | Goud   |  |  |
| Atletiek       | Wu Guoshan                      | Kogelstoten, F57 (m)                   | Goud   |  |  |
| Atletiek       | Yao Juan                        | Discuswerpen, F64 (v)                  | Goud   |  |  |
| Atletiek       | Zhang Liangmin                  | Discuswerpen, F11 (v)                  | Goud   |  |  |
| Atletiek       | Zhou Xia                        | 100 m, T35 (v)                         | Goud   |  |  |
| Atletiek       | Zhou Xia                        | 200 m, T35 (v)                         | Goud   |  |  |
| Atletiek       | Zhou Zhaoqian                   | 100 m, T54 (v)                         | Goud   |  |  |
| Atletiek       | Zhou Zhaoqian                   | 1500 m, T54 (v)                        | Goud   |  |  |
| Atletiek       | Zhu Dening                      | Verspringen, T38 (m)                   | Goud   |  |  |
| Atletiek       | Zou Lijuan                      | Kogelstoten, F34 (v)                   | Goud   |  |  |
| Atletiek       | Zou Lijuan                      | Speerwerpen, F34 (v)                   | Goud   |  |  |
| Baanwielrennen | Li Zhangyu                      | 1 km tijdrit, C1-3 (m)                 | Goud   |  |  |
| Badminton      | Cheng Hefang                    | Enkelspel, SL4 (v)                     | Goud   |  |  |
| Badminton      | Li Yutong                       | Enkelspel, WH2 (v)                     | Goud   |  |  |
| Badminton      | Qu Zimo                         | Enkelspel, WH1 (m)                     | Goud   |  |  |
| Badminton      | Yang Qiuxia                     | Enkelspel, SU5 (v)                     | Goud   |  |  |
| Badminton      | Team                            | Dubbelspel, WH1-WH2 (m)                | Goud   |  |  |
| Bankdrukken    | Deng Xuemei                     | -86 kg (v)                             | Goud   |  |  |
| Bankdrukken    | Guo Lingling                    | -41 kg (v)                             | Goud   |  |  |
| Bankdrukken    | Hu Dandan                       | -50 kg (v)                             | Goud   |  |  |
| Bankdrukken    | Liu Lei                         | -65 kg (m)                             | Goud   |  |  |
| Bankdrukken    | Qi Yongkai                      | -59 kg (m)                             | Goud   |  |  |
| Bankdrukken    | Tan Yujiao                      | -67 kg (v)                             | Goud   |  |  |
| Bankdrukken    | Yan Panpan                      | -97 kg (m)                             | Goud   |  |  |
| Boogschieten   | Chen Minyi                      | Individueel, W1 (v)                    | Goud   |  |  |
| Boogschieten   | He Zihao                        | Individueel, compound open (m)         | Goud   |  |  |
| Boogschieten   | Team                            | Team, W1 (g)                           | Goud   |  |  |
| Boogschieten   | Team                            | Team, compound open (g)                | Goud   |  |  |
| Schermen       | Bian Jing                       | Sabel individueel, categorie A (v)     | Goud   |  |  |
| Schermen       | Feng Yanke                      | Floret individueel, categorie B (m)    | Goud   |  |  |
| Schermen       | Feng Yanke                      | Sabel individueel, categorie B (m)     | Goud   |  |  |
| Schermen       | Gu Haiyan                       | Floret individueel, categorie A (v)    | Goud   |  |  |
| Schermen       | Li Hao                          | Sabel individueel, categorie A (m)     | Goud   |  |  |
| Schermen       | Sun Gang                        | Floret individueel, categorie A (m)    | Goud   |  |  |
| Schermen       | Tan Shumei                      | Degen individueel, categorie B (v)     | Goud   |  |  |
| Schermen       | Tan Shumei                      | Sabel individueel, categorie B (v)     | Goud   |  |  |
| Schermen       | Team                            | Degen, team (v)                        | Goud   |  |  |
| Schermen       | Team                            | Floret, team (m)                       | Goud   |  |  |
| Schermen       | Team                            | Floret, team (v)                       | Goud   |  |  |
| Schietsport    | Dong Chao                       | 10 m luchtgeweer, staand SH1 (m)       | Goud   |  |  |
| Schietsport    | Huang Xing                      | 25 m pistool, SH1 (g)                  | Goud   |  |  |
| Schietsport    | Yang Chao                       | 10 m luchtpistool, SH1 (m)             | Goud   |  |  |
| Schietsport    | Zhang Cuiping                   | 50 m geweer, 3 posities SH1 (v)        | Goud   |  |  |
| Tafeltennis    | Feng Panfeng                    | Enkelspel, C3 (m)                      | Goud   |  |  |
| Tafeltennis    | Liu Jing                        | Enkelspel, C1-2 (v)                    | Goud   |  |  |
| Tafeltennis    | Mao Jingdian                    | Enkelspel, C8 (v)                      | Goud   |  |  |
| Tafeltennis    | Xue Juan                        | Enkelspel, C3 (v)                      | Goud   |  |  |
| Tafeltennis    | Yan Shuo                        | Enkelspel, C7 (m)                      | Goud   |  |  |
| Tafeltennis    | Zhang Bian                      | Enkelspel, C5 (v)                      | Goud   |  |  |
| Tafeltennis    | Zhao Shuai                      | Enkelspel, C8 (m)                      | Goud   |  |  |
| Tafeltennis    | Zhou Ying                       | Enkelspel, C4 (m)                      | Goud   |  |  |
| Tafeltennis    | Team                            | Team, C1-3 (v)                         | Goud   |  |  |
| Tafeltennis    | Team                            | Team, C3 (m)                           | Goud   |  |  |
| Tafeltennis    | Team                            | Team, C4-5 (m)                         | Goud   |  |  |
| Tafeltennis    | Team                            | Team, C4-5 (v)                         | Goud   |  |  |
| Tafeltennis    | Team                            | Team, C6-7 (m)                         | Goud   |  |  |
| Tafeltennis    | Team                            | Team, C6-8 (v)                         | Goud   |  |  |
| Tafeltennis    | Team                            | Team, C8 (m)                           | Goud   |  |  |
| Tafeltennis    | Team                            | Team, C9-10 (m)                        | Goud   |  |  |
| Wegwielrennen  | Chen Jianxin                    | Wegwedstrijd, T1-2 (m)                 | Goud   |  |  |
| Wegwielrennen  | Chen Jianxin                    | Tijdrit, T1-2 (m)                      | Goud   |  |  |
| Zwemmen        | Cai Liwen                       | 100 m rugslag, S11 (v)                 | Goud   |  |  |
| Zwemmen        | Jia Hongguang                   | 100 m rugslag, S6 (m)                  | Goud   |  |  |
| Zwemmen        | Jiang Yuyan                     | 400 m vrije slag, S6 (v)               | Goud   |  |  |
| Zwemmen        | Jiang Yuyan                     | 50 m vlinderslag, S6 (v)               | Goud   |  |  |
| Zwemmen        | Li Guizhi                       | 100 m vrije slag, S11 (v)              | Goud   |  |  |
| Zwemmen        | Liu Yu                          | 50 m rugslag, S4 (v)                   | Goud   |  |  |
| Zwemmen        | Liu Yu                          | 150 m individuele wisselslag, SM4 (v)  | Goud   |  |  |
| Zwemmen        | Lu Dong                         | 50 m rugslag, S5 (v)                   | Goud   |  |  |
| Zwemmen        | Lu Dong                         | 50 m vlinderslag, S5 (v)               | Goud   |  |  |
| Zwemmen        | Lu Dong                         | 200 m individuele wisselslag, SM5 (v)  | Goud   |  |  |
| Zwemmen        | Ma Jia                          | 50 m vrije slag, S11 (v)               | Goud   |  |  |
| Zwemmen        | Ma Jia                          | 200 m individuele wisselslag, SM11 (v) | Goud   |  |  |
| Zwemmen        | Wang Jingang                    | 50 m vlinderslag, S6 (m)               | Goud   |  |  |
| Zwemmen        | Zhang Li                        | 200 m vrije slag, S5 (v)               | Goud   |  |  |
| Zwemmen        | Zheng Tao                       | 50 m vrije slag, S5 (m)                | Goud   |  |  |
| Zwemmen        | Zheng Tao                       | 50 m rugslag, S5 (m)                   | Goud   |  |  |
| Zwemmen        | Zheng Tao                       | 50 m vlinderslag, S5 (m)               | Goud   |  |  |
| Zwemmen        | Zou Liankang                    | 50 m rugslag, S3 (m)                   | Goud   |  |  |
| Zwemmen        | Team                            | 4 x 50 m vrije slag, 20 punten (g)     | Goud   |  |  |
|                |                                 |                                        |        |  |  |
| Atletiek       | Dai Yunqiang                    | 800 m, T54 (m)                         | Zilver |  |  |
| Atletiek       | Jiang Fenfen                    | 200 m, T37 (v)                         | Zilver |  |  |
| Atletiek       | Li Yingli                       | Discuswerpen, F37 (v)                  | Zilver |  |  |
| Atletiek       | Liu Cuiqing Gids: Xu Donglin    | 100 m, T11 (v)                         | Zilver |  |  |
| Atletiek       | Mi Na                           | Kogelstoten, F37 (v)                   | Zilver |  |  |
| Atletiek       | Xu Mian                         | Kogelstoten, F57 (v)                   | Zilver |  |  |
| Atletiek       | Yang Yue                        | Discuswerpen, F64 (v)                  | Zilver |  |  |
| Atletiek       | Zhang Yong                      | Marathon, T54 (m)                      | Zilver |  |  |
| Atletiek       | Zhao Yuping                     | Speerwerpen, F13 (v)                   | Zilver |  |  |
| Atletiek       | Zhong Huanghao                  | Verspringen, T38 (m)                   | Zilver |  |  |
| Atletiek       | Zhou Hongzhuan                  | 100 m, T53 (v)                         | Zilver |  |  |
| Atletiek       | Zhou Hongzhuan                  | 800 m, T53 (v)                         | Zilver |  |  |
| Atletiek       | Zhu Dening                      | 100 m, T38 (m)                         | Zilver |  |  |
| Baanwielrennen | Wang Xiaomei                    | Individuele achtervolging, C1-3 (v)    | Zilver |  |  |
| Baanwielrennen | Team                            | Team sprint, C1-5 (g)                  | Zilver |  |  |
| Badminton      | Xu Tingting                     | Enkelspel, WH2 (v)                     | Zilver |  |  |
| Badminton      | Team                            | Dubbelspel, CL3-SU5 (v)                | Zilver |  |  |
| Badminton      | Team                            | Dubbelspel, WH1-WH2 (v)                | Zilver |  |  |
| Bankdrukken    | Cui Zhe                         | -45 kg (v)                             | Zilver |  |  |
| Bankdrukken    | Gu Xiaofei                      | -80 kg (m)                             | Zilver |  |  |
| Bankdrukken    | Xiao Cuijuan                    | -55 kg (v)                             | Zilver |  |  |
| Bankdrukken    | Xu Lili                         | -73 kg (v)                             | Zilver |  |  |
| Bankdrukken    | Ye Jixiong                      | -88 kg (m)                             | Zilver |  |  |
| Bankdrukken    | Zheng Feifei                    | -86 kg (v)                             | Zilver |  |  |
| Basketbal      | Team                            | Vrouwen                                | Zilver |  |  |
| Boccia         | Team                            | Team, BC1-2 (g)                        | Zilver |  |  |
| Boogschieten   | Zhao Lixue                      | Individueel, recurve open (m)          | Zilver |  |  |
| Goalball       | Team                            | Mannen                                 | Zilver |  |  |
| Schermen       | Hu Daoliang                     | Floret individueel, categorie B (m)    | Zilver |  |  |
| Schermen       | Rong Jing                       | Degen individueel, categorie A (v)     | Zilver |  |  |
| Schermen       | Zhou Jingjing                   | Floret individueel, categorie B (v)    | Zilver |  |  |
| Schermen       | Team                            | Degen, team (m)                        | Zilver |  |  |
| Schietsport    | Huang Xing                      | 10 m luchtpistool, SH1 (m)             | Zilver |  |  |
| Schietsport    | Zhang Cuiping                   | 10 m luchtgeweer, staand SH1 (v)       | Zilver |  |  |
| Tafeltennis    | Cao Ningning                    | Enkelspel, C5 (m)                      | Zilver |  |  |
| Tafeltennis    | Huang Wenjuan                   | Enkelspel, C8 (v)                      | Zilver |  |  |
| Tafeltennis    | Pan Jiamin                      | Enkelspel, C5 (v)                      | Zilver |  |  |
| Tafeltennis    | Xiong Guiyan                    | Enkelspel, C9 (v)                      | Zilver |  |  |
| Volleybal      | Team                            | Vrouwen                                | Zilver |  |  |
| Wegwielrennen  | Sun Bianbian                    | Wegwedstrijd, H5 (v)                   | Zilver |  |  |
| Wegwielrennen  | Sun Bianbian                    | Tijdrit, H4-5 (v)                      | Zilver |  |  |
| Zwemmen        | Cai Liwen                       | 200 m individuele wisselslag, SM11 (v) | Zilver |  |  |
| Zwemmen        | Cheng Jiao                      | 200 m individuele wisselslag, SM5 (v)  | Zilver |  |  |
| Zwemmen        | Hua Dongdong                    | 50 m vrije slag, S11 (m)               | Zilver |  |  |
| Zwemmen        | Jia Hongguang                   | 50 m vlinderslag, S6 (m)               | Zilver |  |  |
| Zwemmen        | Jiang Yuyan                     | 100 m rugslag, S6 (v)                  | Zilver |  |  |
| Zwemmen        | Li Guizhi                       | 50 m vrije slag, S11 (v)               | Zilver |  |  |
| Zwemmen        | Liu Daomin                      | 100 m schoolslag, SB6 (v)              | Zilver |  |  |
| Zwemmen        | Ma Jia                          | 100 m schoolslag, SB11 (v)             | Zilver |  |  |
| Zwemmen        | Ruan Jingsong                   | 50 m rugslag, S5 (m)                   | Zilver |  |  |
| Zwemmen        | Wang Lichao                     | 100 m vrije slag, S5 (m)               | Zilver |  |  |
| Zwemmen        | Wang Lichao                     | 50 m vlinderslag, S5 (m)               | Zilver |  |  |
| Zwemmen        | Wang Xinyi                      | 100 m rugslag, S11 (v)                 | Zilver |  |  |
| Zwemmen        | Xu Haijiao                      | 200 m individuele wisselslag, SM8 (m)  | Zilver |  |  |
| Zwemmen        | Yang Feng                       | 100 m vlinderslag, S8 (m)              | Zilver |  |  |
| Zwemmen        | Yuan Wieyi                      | 50 m vrije slag, S5 (m)                | Zilver |  |  |
| Zwemmen        | Zhang Li                        | 100 m vrije slag, S5 (v)               | Zilver |  |  |
| Zwemmen        | Zhou Yanfei                     | 50 m rugslag, S4 (v)                   | Zilver |  |  |
| Zwemmen        | Zhou Yanfei                     | 150 m individuele wisselslag, SM4 (v)  | Zilver |  |  |
| Zwemmen        | Zou Liankang                    | 50 m vrije slag, S3 (m)                | Zilver |  |  |
|                |                                 |                                        |        |  |  |
| Atletiek       | Dai Yunqiang                    | 400 m, T54 (m)                         | Brons  |  |  |
| Atletiek       | Di Dongdong                     | 100 m, T11 (m)                         | Brons  |  |  |
| Atletiek       | Fu Xinhan                       | Kogelstoten, F35 (m)                   | Brons  |  |  |
| Atletiek       | Jiang Fenfen                    | 100 m, T37 (v)                         | Brons  |  |  |
| Atletiek       | Li Yingli                       | Kogelstoten, F37 (v)                   | Brons  |  |  |
| Atletiek       | Liang Yanfen Gids: Zhu Xuankang | 100 m, T12 (v)                         | Brons  |  |  |
| Atletiek       | Wang Yang                       | 800 m, T34 (m)                         | Brons  |  |  |
| Atletiek       | Wu Qing                         | Kogelstoten, F36 (v)                   | Brons  |  |  |
| Atletiek       | Yang Liwan                      | Speerwerpen, F54 (v)                   | Brons  |  |  |
| Atletiek       | Zhou Hongzhuan                  | 400 m, T53 (v)                         | Brons  |  |  |
| Atletiek       | Zhou Zhaoqian                   | 400 m, T54 (v)                         | Brons  |  |  |
| Baanwielrennen | Li Zhangyu                      | Individuele achtervolging, C1 (m)      | Brons  |  |  |
| Baanwielrennen | Liang Guihua                    | Individuele achtervolging, C2 (m)      | Brons  |  |  |
| Baanwielrennen | Wang Xiaomei                    | Individuele achtervolging, C1-3 (v)    | Brons  |  |  |
| Badminton      | Ma Huihui                       | Enkelspel, SL4 (v)                     | Brons  |  |  |
| Badminton      | Yin Menglu                      | Enkelspel, WH1 (v)                     | Brons  |  |  |
| Boogschieten   | Ai Xinliang                     | Individueel, compound open (m)         | Brons  |  |  |
| Boogschieten   | Wu Chunyan                      | Individueel, recurve open (v)          | Brons  |  |  |
| Boogschieten   | Team                            | Team, recurve open (g)                 | Brons  |  |  |
| Judo           | Wang Yue                        | -63 kg (v)                             | Brons  |  |  |
| Roeien         | Team                            | Tweepersoons sculls, PR2Mix2x (g)      | Brons  |  |  |
| Schermen       | Bian Jing                       | Degen individueel, categorie A (v)     | Brons  |  |  |
| Schermen       | Rong Jing                       | Floret individueel, categorie A (v)    | Brons  |  |  |
| Schermen       | Tian Jianquan                   | Degen individueel, categorie A (m)     | Brons  |  |  |
| Schermen       | Tian Jianquan                   | Sabel individueel, categorie A (m)     | Brons  |  |  |
| Schermen       | Xiao Rong                       | Sabel individueel, categorie B (v)     | Brons  |  |  |
| Taekwondo      | Li Yujie                        | -58 kg, K44 (v)                        | Brons  |  |  |
| Tafeltennis    | Gu Xiaodan                      | Enkelspel, C4 (v)                      | Brons  |  |  |
| Tafeltennis    | Liao Keli                       | Enkelspel, C7 (m)                      | Brons  |  |  |
| Tafeltennis    | Peng Weinan                     | Enkelspel, C8 (m)                      | Brons  |  |  |
| Tafeltennis    | Zhai Xiang                      | Enkelspel, C8 (m)                      | Brons  |  |  |
| Tafeltennis    | Zhang Miao                      | Enkelspel, C4 (v)                      | Brons  |  |  |
| Tafeltennis    | Team                            | Team, C9-10 (v)                        | Brons  |  |  |
| Zwemmen        | Cai Liwen                       | 100 m vrije slag, S11 (v)              | Brons  |  |  |
| Zwemmen        | Cai Liwen                       | 400 m vrije slag, S11 (v)              | Brons  |  |  |
| Zwemmen        | Cheng Jiao                      | 50 m vlinderslag, S5 (v)               | Brons  |  |  |
| Zwemmen        | Feng Yazhu                      | 50 m rugslag, S2 (v)                   | Brons  |  |  |
| Zwemmen        | Huang Dongdong                  | 400 m vrije slag, S11 (m)              | Brons  |  |  |
| Zwemmen        | Jia Hongguang                   | 200 m individuele wisselslag, SM6 (m)  | Brons  |  |  |
| Zwemmen        | Jiang Yuyan                     | 100 m vrije slag, S7 (v)               | Brons  |  |  |
| Zwemmen        | Li Guizhi                       | 100 m rugslag, S11 (v)                 | Brons  |  |  |
| Zwemmen        | Li Junsheng                     | 100 m schoolslag, SB5 (m)              | Brons  |  |  |
| Zwemmen        | Liu Fengqi                      | 100 m rugslag, S8 (m)                  | Brons  |  |  |
| Zwemmen        | Wang Lichao                     | 50 m vrije slag, S5 (m)                | Brons  |  |  |
| Zwemmen        | Wang Lichao                     | 50 m rugslag, S5 (m)                   | Brons  |  |  |
| Zwemmen        | Yang Bozun                      | 100 m rugslag, S11 (m)                 | Brons  |  |  |
| Zwemmen        | Yang Bozun                      | 100 m schoolslag, SB11 (m)             | Brons  |  |  |
| Zwemmen        | Yang Guanglong                  | 100 m schoolslag, SB8 (m)              | Brons  |  |  |
| Zwemmen        | Yang Guanglong                  | 200 m individuele wisselslag, SM8 (m)  | Brons  |  |  |
| Zwemmen        | Yao Cuan                        | 100 m schoolslag, SB4 (v)              | Brons  |  |  |
| Zwemmen        | Yuan Wieyi                      | 50 m vrije slag, S5 (m)                | Brons  |  |  |

## Deelnemers en resultaten
(m) = mannen, (v) = vrouwen 

### Atletiek

#### Baanonderdelen
| Atleet                                                       | Onderdeel                          | Series              | Series              | Halve finales       | Halve finales       | Finale              | Finale              |
| Atleet                                                       | Onderdeel                          | Resultaat           | Rang                | Resultaat           | Rang                | Resultaat           | Rang                |
| ------------------------------------------------------------ | ---------------------------------- | ------------------- | ------------------- | ------------------- | ------------------- | ------------------- | ------------------- |
| Dai Yunqiang                                                 | 400 m, T54 (m)                     | 0:46.13             | 3e                  | Niet van toepassing | Niet van toepassing | 0:46.20             | Brons               |
| Dai Yunqiang                                                 | 800 m, T54 (m)                     | 1:35.12             | 6e                  | Niet van toepassing | Niet van toepassing | 1:34.11             | Zilver              |
| Dai Yunqiang                                                 | 1500 m, T54 (m)                    | 3:04.24             | 17e                 | Niet van toepassing | Niet van toepassing | Niet gekwalificeerd | Niet gekwalificeerd |
| Dai Yunqiang                                                 | 5000 m, T54 (m)                    | 10:14.80            | 6e                  | Niet van toepassing | Niet van toepassing | 10:33.25            | 9e                  |
| Dai Yunqiang                                                 | Marathon, T54 (m)                  | Niet van toepassing | Niet van toepassing | Niet van toepassing | Niet van toepassing | 1:31:27             | 9e                  |
| Deng Peicheng                                                | 100 m, T36 (m)                     | 0:11.88             | 2e                  | Niet van toepassing | Niet van toepassing | 0:11.85 PR          | Goud                |
| Di Dongdong                                                  | 100 m, T11 (m)                     | 0:11.07             | 2e                  | 0:11.23             | 3e                  | 0:11.03             | Brons               |
| Hu Yang                                                      | 100 m, T54 (m)                     | 0:13.96             | 4e                  | Niet van toepassing | Niet van toepassing | 0:14.09             | 6e                  |
| Hu Yang                                                      | 5000 m, T54 (m)                    | 10:48.73            | 15e                 | Niet van toepassing | Niet van toepassing | Niet gekwalificeerd | Niet gekwalificeerd |
| Li Chaoyan                                                   | 1500 m, T46 (m)                    | Niet van toepassing | Niet van toepassing | Niet van toepassing | Niet van toepassing | 4:11.63             | 12e                 |
| Li Chaoyan                                                   | Marathon, T46 (m)                  | Niet van toepassing | Niet van toepassing | Niet van toepassing | Niet van toepassing | 2:25:50             | Goud                |
| Liu Yang                                                     | 100 m, T54 (m)                     | 0:14.47             | 11e                 | Niet van toepassing | Niet van toepassing | Niet gekwalificeerd | Niet gekwalificeerd |
| Liu Yang                                                     | 400 m, T54 (m)                     | 0:48.96             | 14e                 | Niet van toepassing | Niet van toepassing | Niet gekwalificeerd | Niet gekwalificeerd |
| Song Lei                                                     | 800 m, T54 (m)                     | 1:37.80             | 10e                 | Niet van toepassing | Niet van toepassing | Niet gekwalificeerd | Niet gekwalificeerd |
| Wang Hao                                                     | 100 m, T47                         | 0:10.85             | 4e                  | Niet van toepassing | Niet van toepassing | 0:10.74             | 4e                  |
| Wang Hao                                                     | 400 m, T47 (m)                     | Gediskwalificeerd   | DSQ                 | Niet van toepassing | Niet van toepassing | Niet gekwalificeerd | Niet gekwalificeerd |
| Wang Yang                                                    | 100 m, T34 (m)                     | Niet van toepassing | Niet van toepassing | Niet van toepassing | Niet van toepassing | 0:15.80             | 4e                  |
| Wang Yang                                                    | 800 m, T34 (m)                     | 1:47.48             | 6e                  | Niet van toepassing | Niet van toepassing | 1:45.68             | Brons               |
| Yang Shiaoqiao                                               | 100 m, T53 (m)                     | 0:15.46             | 11e                 | Niet van toepassing | Niet van toepassing | Niet gekwalificeerd | Niet gekwalificeerd |
| Yang Shiaoqiao                                               | 400 m, T53 (m)                     | Gediskwalificeerd   | DSQ                 | Niet van toepassing | Niet van toepassing | Niet gekwalificeerd | Niet gekwalificeerd |
| Yang Shiaoqiao                                               | 800 m, T53 (m)                     | 1:41.19             | 3e                  | Niet van toepassing | Niet van toepassing | 1:40.08             | 4e                  |
| Yang Shiaoqiao                                               | Marathon, T54 (m)                  | Niet van toepassing | Niet van toepassing | Niet van toepassing | Niet van toepassing | 1:31:27             | 8e                  |
| Yang Yifei                                                   | 100 m, T36 (m)                     | 0:12.10             | 5e                  | Niet van toepassing | Niet van toepassing | 0:12.18             | 5e                  |
| Zhang Ying                                                   | 100 m, T54 (m)                     | 0:13.95             | 3e                  | Niet van toepassing | Niet van toepassing | 0:14.04             | 4e                  |
| Zhang Ying                                                   | 1500 m, T54 (m)                    | 2:55.66             | 2e                  | Niet van toepassing | Niet van toepassing | 2:53.26             | 8e                  |
| Zhang Ying                                                   | Marathon, T54 (m)                  | Niet van toepassing | Niet van toepassing | Niet van toepassing | Niet van toepassing | 1:32:26             | 11e                 |
| Zhang Yong                                                   | 400 m, T54 (m)                     | 0:46.30             | 4e                  | Niet van toepassing | Niet van toepassing | 0:47.17             | 5e                  |
| Zhang Yong                                                   | 800 m, T54 (m)                     | 1:33.85             | 3e                  | Niet van toepassing | Niet van toepassing | 1:34.55             | 5e                  |
| Zhang Yong                                                   | 1500 m, T54 (m)                    | 3:03.45             | 12e                 | Niet van toepassing | Niet van toepassing | 2:50.78             | 4e                  |
| Zhang Yong                                                   | 5000 m, T54 (m)                    | 10:15.46            | 9e                  | Niet van toepassing | Niet van toepassing | 10:30.82            | 7e                  |
| Zhang Yong                                                   | Marathon, T54 (m)                  | Niet van toepassing | Niet van toepassing | Niet van toepassing | Niet van toepassing | 1:24:22             | Zilver              |
| Zhao Guocun                                                  | Marathon, T46 (m)                  | Niet van toepassing | Niet van toepassing | Niet van toepassing | Niet van toepassing | 2:33:11             | 5e                  |
| Zhong Huanghao                                               | 100 m, T38 (m)                     | 0:11.56             | 6e                  | Niet van toepassing | Niet van toepassing | 0:11.63             | 6e                  |
| Zhou Peng                                                    | 100 m, T38 (m)                     | 0:11.89             | 12e                 | Niet van toepassing | Niet van toepassing | Niet gekwalificeerd | Niet gekwalificeerd |
| Zhu Dening                                                   | 100 m, T38 (m)                     | 0:11.15             | 1e                  | Niet van toepassing | Niet van toepassing | 0:11.00             | Zilver              |
|                                                              |                                    |                     |                     |                     |                     |                     |                     |
| Gao Fang                                                     | 100 m, T53 (v)                     | Niet van toepassing | Niet van toepassing | Niet van toepassing | Niet van toepassing | 0:16.29             | Goud                |
| Gao Fang                                                     | 400 m, T53 (v)                     | 0:57.28             | 5e                  | Niet van toepassing | Niet van toepassing | 0:57.81             | 5e                  |
| Gao Fang                                                     | 800 m, T53 (v)                     | Gediskwalificeerd   | DSQ                 | Niet van toepassing | Niet van toepassing | Niet gekwalificeerd | Niet gekwalificeerd |
| Gao Fang                                                     | Marathon, T54 (v)                  | Niet van toepassing | Niet van toepassing | Niet van toepassing | Niet van toepassing | 2:14:34             | 16e                 |
| He Shanshan Gids: Huang Ziqin                                | 1500 m, T11 (v)                    | 4:52.40             | 6e                  | Niet van toepassing | Niet van toepassing | 4:52.72             | 6e                  |
| Jiang Fenfen                                                 | 100 m, T37 (v)                     | 0:13.34             | 2e                  | Niet van toepassing | Niet van toepassing | 0:13.17             | Brons               |
| Jiang Fenfen                                                 | 200 m, T37 (v)                     | 0:27.57             | 3e                  | Niet van toepassing | Niet van toepassing | 0:27.33             | Zilver              |
| Jiang Fenfen                                                 | 400 m, T37 (v)                     | Niet van toepassing | Niet van toepassing | Niet van toepassing | Niet van toepassing | 1:01.36             | Goud                |
| Li Lu                                                        | 100 m, T47 (v)                     | 0:12.58             | 7e                  | Niet van toepassing | Niet van toepassing | 0:12.60             | 7e                  |
| Li Lu                                                        | 200 m, T47 (v)                     | 0:26.06             | 8e                  | Niet van toepassing | Niet van toepassing | 0:26.37             | 8e                  |
| Li Lu                                                        | 400 m, T47 (v)                     | 0:58.31             | 4e                  | Niet van toepassing | Niet van toepassing | 0:58.51             | 4e                  |
| Liang Yanfen Gids: Zhu Xuankang                              | 100 m, T12 (v)                     | 0:12.39             | 3e                  | 0:12.47             | 4e                  | 0:12.51             | Brons               |
| Liang Yanfen Gids: Zhu Xuankang                              | 200 m, T12 (v)                     | 0:26.56             | 8e                  | Niet van toepassing | Niet van toepassing | Niet gekwalificeerd | Niet gekwalificeerd |
| Liu Cuiqing Gids: Xu Donglin                                 | 100 m, T11 (v)                     | 0:12.80             | 5e                  | 0:12.35             | 4e                  | 0:12.05             | Zilver              |
| Liu Cuiqing Gids: Xu Donglin                                 | 200 m, T11 (v)                     | 0:26.09             | 5e                  | 0:25.22             | 2e                  | 0:24.94             | Goud                |
| Liu Cuiqing Gids: Xu Donglin                                 | 400 m, T11 (v)                     | 0:59.30             | 1e                  | 0:58.17             | 2e                  | 0:56.25 PR          | Goud                |
| Shi Yiting                                                   | 100 m, T36 (v)                     | 0:14.50             | 3e                  | Niet van toepassing | Niet van toepassing | 0:13.61 WR PR       | Goud                |
| Shi Yiting                                                   | 200 m, T36 (v)                     | 0:29.37             | 1e                  | Niet van toepassing | Niet van toepassing | 0:28.21 WR PR       | Goud                |
| Wen Xiaoyan                                                  | 100 m, T37 (v)                     | 0:13.26             | 1e                  | Niet van toepassing | Niet van toepassing | 0:13.00 WR PR       | Goud                |
| Wen Xiaoyan                                                  | 200 m, T37 (v)                     | 0:27.16             | 1e                  | Niet van toepassing | Niet van toepassing | 0:26.58 WR PR       | Goud                |
| Zhou Hongzhuan                                               | 100 m, T53 (v)                     | Niet van toepassing | Niet van toepassing | Niet van toepassing | Niet van toepassing | 0:16.48             | Zilver              |
| Zhou Hongzhuan                                               | 400 m, T53 (v)                     | 0:56.14             | 3e                  | Niet van toepassing | Niet van toepassing | 0:57.29             | Brons               |
| Zhou Hongzhuan                                               | 800 m, T53 (v)                     | 1:51.16             | 4e                  | Niet van toepassing | Niet van toepassing | 1:47.66             | Zilver              |
| Zhou Xia                                                     | 100 m, T35 (v)                     | 0:13.86             | 2e                  | Niet van toepassing | Niet van toepassing | 0:13.00 WR PR       | Goud                |
| Zhou Xia                                                     | 200 m, T35 (v)                     | Niet van toepassing | Niet van toepassing | Niet van toepassing | Niet van toepassing | 0:27.17 WR PR       | Goud                |
| Zhou Zhaoqian                                                | 100 m, T54 (v)                     | 0:15.80 PR          | 1e                  | Niet van toepassing | Niet van toepassing | 0:15.90             | Goud                |
| Zhou Zhaoqian                                                | 400 m, T54 (v)                     | 0:55.46             | 6e                  | Niet van toepassing | Niet van toepassing | 0:54.10             | Brons               |
| Zhou Zhaoqian                                                | 1500 m, T54 (v)                    | 3:36.40             | 8e                  | Niet van toepassing | Niet van toepassing | 3:27.63             | Goud                |
| Zhou Zhaoqian                                                | Marathon, T54 (v)                  | Niet van toepassing | Niet van toepassing | Niet van toepassing | Niet van toepassing | 1:55:46             | 14e                 |
| Zou Lihong                                                   | 400 m, T54 (v)                     | 0:55.00             | 4e                  | Niet van toepassing | Niet van toepassing | 0:54.82             | 5e                  |
| Zou Lihong                                                   | 800 m, T54 (v)                     | 1:54.18             | 9e                  | Niet van toepassing | Niet van toepassing | Niet gekwalificeerd | Niet gekwalificeerd |
| Zou Lihong                                                   | 1500 m, T54 (v)                    | 3:28.68             | 3e                  | Niet van toepassing | Niet van toepassing | 3:29.07             | 6e                  |
| Zou Lihong                                                   | 5000 m, T54 (v)                    | Niet van toepassing | Niet van toepassing | Niet van toepassing | Niet van toepassing | 11:18.06            | 9e                  |
| Zou Lihong                                                   | Marathon, T54 (v)                  | Niet van toepassing | Niet van toepassing | Niet van toepassing | Niet van toepassing | 1:49:02             | 10e                 |
|                                                              |                                    |                     |                     |                     |                     |                     |                     |
| Liu Cuiqing Gids: Xu Donglin Wang Hao Wen Xiaoyan Zhang Ying | 4 x 100 m universele estafette (g) | 0:46.02             | 1e                  | Niet van toepassing | Niet van toepassing | Gediskwalificeerd   | DSQ                 |

#### Veldonderdelen
| Paralympiër      | Onderdeel             | Resultaat           | Prestatie           |
| ---------------- | --------------------- | ------------------- | ------------------- |
| Chen Hongjie     | Hoogspringen, T47 (m) | 4e                  | 1.98                |
| Chen Hongjie     | Verspringen, T47 (m)  | 11e                 | 6.26                |
| Di Dongdong      | Verspringen, T11 (m)  | Goud                | 6.47                |
| Fu Xinhan        | Kogelstoten, F35 (m)  | Brons               | 15.41               |
| Liu Li           | Kogelstoten, F32 (m)  | Goud                | 12.97 WR PR         |
| Liu Li           | Kegelwerpen, F32 (m)  | Goud                | 45.39 WR PR         |
| Sun Pengxiang    | Kogelstoten, F41 (m)  | 6e                  | 10.21               |
| Sun Pengxiang    | Speerwerpen, F41 (m)  | Goud                | 47.13 WR PR         |
| Wang Hao         | Verspringen, T47 (m)  | 7.18                |                     |
| Wang Yanzhang    | Kogelstoten, F34 (m)  | 7e                  | 10.70               |
| Wang Yanzhang    | Speerwerpen, F34 (m)  | 4e                  | 36.49               |
| Wei Enlong       | Kogelstoten, F46 (m)  | 6e                  | 15.48               |
| Wu Guoshan       | Kogelstoten, F57 (m)  | Goud                | 15.00 PR            |
| Yang Yifei       | Verspringen, T36 (m)  | 8e                  | 5.40                |
| Zhang Zhongqiang | Speerwerpen, F34 (m)  | 5e                  | 32.47               |
| Zhong Huanghao   | Verspringen, T38 (m)  | Zilver              | 6.80                |
| Zhou Peng        | Verspringen, T38 (m)  | 9e                  | 6.00                |
| Zhu Dening       | Verspringen, T38 (m)  | Goud                | 7.31 WR PR          |
|                  |                       |                     |                     |
| Dong Feixia      | Discuswerpen, F55 (v) | Goud                | 26.64               |
| Huang Yezi       | Speerwerpen, F46 (v)  | 6e                  | 34.76               |
| Li Yingli        | Kogelstoten, F37 (v)  | Brons               | 13.33               |
| Li Yingli        | Discuswerpen, F38 (v) | Zilver              | 33.73               |
| Mi Na            | Kogelstoten, F37 (v)  | Zilver              | 13.69               |
| Mi Na            | Discuswerpen, F38 (v) | Goud                | 38.50 WR PR(F37)    |
| Qian Zao         | Kogelstoten, F33 (v)  | Geen geldige poging | Geen geldige poging |
| Tang Hongxia     | Discuswerpen, F11 (v) | 4e                  | 33.46               |
| Wen Xiaoyan      | Verspringen, T37 (v)  | Goud                | 5.13                |
| Wu Qing          | Kogelstoten, F36 (v)  | Brons               | 9.36                |
| Xu Mian          | Kogelstoten, F57 (v)  | Zilver              | 10.81               |
| Xu Mian          | Discuswerpen, F57 (v) | 7e                  | 29.22               |
| Yang Liwan       | Kogelstoten, F54 (v)  | 5e                  | 7.01                |
| Yang Liwan       | Speerwerpen, F54 (v)  | Brons               | 17.83               |
| Yang Yue         | Discuswerpen, F64 (v) | Zilver              | 40.48               |
| Yao Juan         | Discuswerpen, F64 (v) | Goud                | 44.73 WR PR(F44)    |
| Zhang Liangmin   | Kogelstoten, F12 (v)  | 9e                  | 10.31               |
| Zhang Liangmin   | Discuswerpen, F11 (v) | Goud                | 40.83               |
| Zhao Yuping      | Kogelstoten, F12 (v)  | 5e                  | 12.16               |
| Zhao Yuping      | Speerwerpen, F13 (v)  | Zilver              | 41.85               |
| Zou Lijuan       | Kogelstoten, F34 (v)  | Goud                | 9.19 WR PR          |
| Zou Lijuan       | Speerwerpen, F34 (v)  | Goud                | 22.28 WR PR         |

### Baanwielrennen
| Atleet                              | Onderdeel                           | Heats               | Heats               | (Bronzen) Finale    | (Bronzen) Finale    |
| Atleet                              | Onderdeel                           | Resultaat           | Rang                | Resultaat           | Rang                |
| ----------------------------------- | ----------------------------------- | ------------------- | ------------------- | ------------------- | ------------------- |
| Lai Shanzhang                       | 1 km tijdrit, C4-5 (m)              | Niet van toepassing | Niet van toepassing | 1:07.279            | 14e                 |
| Li Zhangyu                          | 1 km tijdrit, C1-3 (m)              | Niet van toepassing | Niet van toepassing | 1:03.877            | Goud                |
| Li Zhangyu                          | Individuele achtervolging, C1 (m)   | 3:41.164            | 3e                  | 3:39.273            | Brons               |
| Liang Guihua                        | 1 km tijdrit, C1-3 (m)              | Niet van toepassing | Niet van toepassing | 1:09.443            | 10e                 |
| Liang Guihua                        | Individuele achtervolging, C2 (m)   | 3:34.158            | 3e                  | 3:34.781            | Brons               |
| Wu Guoqing                          | 1 km tijdrit, C4-5 (m)              | Niet van toepassing | Niet van toepassing | 1:04.834            | 4e                  |
|                                     |                                     |                     |                     |                     |                     |
| Qian Wangwei                        | 500 m tijdrit, C1-3 (v)             | Niet van toepassing | Niet van toepassing | 0:38.070            | Brons               |
| Qian Wangwei                        | Individuele achtervolging, C1-3 (v) | 4:31.476            | 14e                 | Niet gekwalificeerd | Niet gekwalificeerd |
| Ruan Jianping                       | 500 m tijdrit, C4-5 (v)             | Niet van toepassing | Niet van toepassing | 0:37.422            | 5e                  |
| Ruan Jianping                       | Individuele achtervolging, C4 (v)   | 4:05.557            | 6e                  | Niet gekwalificeerd | Niet gekwalificeerd |
| Wang Xiaomei                        | 500 m tijdrit, C1-3 (v)             | Niet van toepassing | Niet van toepassing | 0:40.825            | 5e                  |
| Wang Xiaomei                        | Individuele achtervolging, C1-3 (v) | 3:55.781            | 2e                  | 3:54.975            | Zilver              |
| Zeng Sini                           | 500 m tijdrit, C1-3 (v)             | Niet van toepassing | Niet van toepassing | 0:41.267            | 6e                  |
| Zeng Sini                           | Individuele achtervolging, C1-3 (v) | 4:06.263            | 7e                  | Niet gekwalificeerd | Niet gekwalificeerd |
|                                     |                                     |                     |                     |                     |                     |
| Lai Shanzhang Li Zhangyu Wu Guoqing | Team sprint, C1-5 (g)               | 48.051              | 1e                  | 47.685              | Zilver              |

### Badminton
| Paralympiër            | Onderdeel               | Groepsfase                                     | Groepsfase                                         | Groepsfase                    | Groepsfase           | Positie | Finalefase                      | Finalefase                                     | Finalefase                                           | Plaats |
| Paralympiër            | Onderdeel               | Wedstrijd I                                    | Wedstrijd II                                       | Wedstrijd III                 | Wedstrijd IV         | Positie | Kwartfinale                     | Halve finale                                   | (Troost)finale                                       | Plaats |
| Paralympiër            | Onderdeel               | Tegenstander Uitslag                           | Tegenstander Uitslag                               | Tegenstander Uitslag          | Tegenstander Uitslag | Positie | Tegenstander Uitslag            | Tegenstander Uitslag                           | Tegenstander Uitslag                                 | Plaats |
| ---------------------- | ----------------------- | ---------------------------------------------- | -------------------------------------------------- | ----------------------------- | -------------------- | ------- | ------------------------------- | ---------------------------------------------- | ---------------------------------------------------- | ------ |
| Mai Jianpeng           | Enkelspel, WH2 (m)      | GBR Martin Rooke W met 2-0                     | THA Dumnern Junthong W met 2-0                     | Niet van toepassing           | Niet van toepassing  | 1e      | KOR Kim Kyung Hoon V met 0-2    | Uitgeschakeld                                  | Uitgeschakeld                                        | 5e     |
| Qu Zimo                | Enkelspel, WH1 (m)      | FRA David Toupe W met 2-0                      | JPN Osamu Nagashima W met 2-0                      | Niet van toepassing           | Niet van toepassing  | 1e      | Bye                             | JPN Hiroshi Murayama W met 2-0                 | KOR Lee Sam Seop W met 1-0 (opgave van Lee Sam Seop) | Goud   |
| Mai Jianpeng/Qu Zimo   | Dubbelspel, WH1-WH2 (m) | JPN Daiki Kajiwara/Hiroshi Murayama W met 2-0  | GER Young Chin Mi/Thomas Wandschneider W met 2-0   | Niet van toepassing           | Niet van toepassing  | 1e      | Niet van toepassing             | JPN Daiki Kajiwara/Hiroshi Murayama W met 2-0  | KOR Kim Jung Jun/Lee Dong Seop W met 2-0             | Goud   |
|                        |                         |                                                |                                                    |                               |                      |         |                                 |                                                |                                                      |        |
| Cheng Hefang           | Enkelspel, SL4 (v)      | GER Katrin Seibert W met 2-0                   | IND Parul Dalsukhbhai Parmar W met 2-0             | Niet van toepassing           | Niet van toepassing  | 1e      | Niet van toepassing             | NOR Helle Sofie Sagoey W met 2-0               | INA Oktila Leani Ratri W met 2-1                     | Goud   |
| Liu Yutong             | Enkelspel, WH2 (v)      | PER Pilar Jauregui Cancino W met 2-0           | RPC Tatiana Gureeva W met 2-0                      | Niet van toepassing           | Niet van toepassing  | 1e      | Bye                             | TUR Emine Seckin W met 2-0                     | CHN Xu Tingting W met 2-0                            | Goud   |
| Ma Huihui              | Enkelspel, SL4 (v)      | THA Nipada Saensupa Uitslag onbekend           | JPN Haruka Fujino W met 2-0                        | Niet van toepassing           | Niet van toepassing  | 1e      | Niet van toepassing             | INA Oktila Leani Ratri V met 0-2               | NOR Helle Sofie Sagoey W met 0-2                     | Brons  |
| Xu Tingting            | Enkelspel, WH2 (v)      | THA Amnouy Wetwithan W met 2-0                 | JPN Rie Ogura W met 2-0                            | Niet van toepassing           | Niet van toepassing  | 1e      | Bye                             | JPN Yuna Yamazaki W met 2-0                    | CHN Liu Yutong V met 0-2                             | Zilver |
| Yang Qiuxia            | Enkelspel, SU5 (v)      | NED Megan Hollander W met 2-0                  | POR Beatriz Monteiro W met 2-0                     | UGA Ritah Asiimwe W met 2-0   | Niet van toepassing  | 1e      | Bye                             | JPN Akiko Sugino W met 2-0                     | JPN Ayako Suzuki W met 2-0                           | Goud   |
| Yin Menglu             | Enkelspel, WH1 (v)      | JPN Sarina Satomi W met 2-0                    | KOR Kang Jung Kum W met 2-0                        | Niet van toepassing           | Niet van toepassing  | 1e      | Bye                             | JPN Sarina Satomi V met 0-2                    | CHN Zhang Jing W met 2-0                             | Brons  |
| Zhang Jing             | Enkelspel, WH1 (v)      | THA Sujirat Pookkham V met 0-2                 | SUI Cynthia Mathez W met 2-1                       | ISR Nina Gorodetzky W met 2-0 | Niet van toepassing  | 2e      | GER Valeska Knoblauch W met 2-0 | THA Sujirat Pookkham V met 0-2                 | CHN Yin Menglu V met 0-2                             | 4e     |
| Cheng Hefang/Ma Huihui | Dubbelspel, SL3-SU5 (v) | FRA Lenaig Morin/Faustine Noel W met 2-0       | IND Palak Kohli/Parul Dalsukhbhai Parmar W met 2-0 | Niet van toepassing           | Niet van toepassing  | 1e      | Niet van toepassing             | JPN Noriko Ito/Ayako Suzuki W met 2-0          | INA Sadiyah Khalimatus/Oktila Leani Ratri V met 0-2  | Zilver |
| Liu Yutong/Yin Menglu  | Dubbelspel, WH1-WH2 (v) | SUI Cynthia Mathez/Karin Suter Erath W met 2-0 | GER Valeska Knoblauch/Elke Rongen W met 2-0        | Niet van toepassing           | Niet van toepassing  | 1e      | Niet van toepassing             | SUI Cynthia Mathez/Karin Suter Erath W met 2-0 | JPN Sarina Satomi/Yuma Yazaki V met 1-2              | Zilver |

### Bankdrukken
| Paralympiër  | Onderdeel  | Resultaat             | Prestatie             |
| ------------ | ---------- | --------------------- | --------------------- |
| Gu Xiaofei   | -80 kg (m) | Zilver                | 215.0                 |
| Hu Peng      | -72 kg (m) | Geen geldig resultaat | Geen geldig resultaat |
| Liu Lei      | -65 kg (m) | Goud                  | 198.0                 |
| Qi Yongkai   | -59 kg (m) | Goud                  | 187.0                 |
| Yan Panpan   | -97 kg (m) | Goud                  | 227.0                 |
| Ye Jixiong   | -88 kg (m) | Zilver                | 220.0                 |
|              |            |                       |                       |
| Cui Zhe      | -45 kg (v) | Zilver                | 107.0                 |
| Deng Xuemei  | -86 kg (v) | Goud                  | 153.0                 |
| Guo Lingling | -41 kg (v) | Goud                  | 108.0 PR              |
| Hu Dandan    | -50 kg (v) | Goud                  | 120.0                 |
| Tan Yujiao   | -67 kg (v) | Goud                  | 133.0                 |
| Xiao Cuijuan | -55 kg (v) | Zilver                | 124.0                 |
| Xu Lili      | -73 kg (v) | Zilver                | 134.0                 |
| Zheng Feifei | -86 kg (v) | Zilver                | 139.0                 |

### Basketbal
| Paralympiër | Onderdeel | Resultaat | Prestatie |
| --- | --------- | --------- | --- |
| Chen Meier Chen Wenli Chen Xuejing Dai Jiameng Deng Mingzhu Huang Xiaolian Lei Tianjiao Lin Suiling Lyu Guidi Yan Yang Zhang Tonglei Zhang Xuemei | Vrouwen   | Zilver    | Groep A (1e) ALG-CHN: 25-74 CHN-NED: 45-38 ESP-CHN: 29-46 USA-CHN: 41-42 Kwartfinale CHN-GBR: 47-33 Halve finale USA-CHN: 36-41 Finale NED-CHN: 50-31 |

### Blindenvoetbal
| Paralympiër | Onderdeel | Resultaat | Prestatie                                                                                               |
| --- | --------- | --------- | --- |
| Veldspelers: Liang Zhongzhi Liu Meng Tang Zhihua Yu Yutan Zhang Jiabin Zhu Ruiming Keepers: Wang Zhen Wu Limin | Mannen    | 4e        | Groep A (2e) BRA-CHN: 3-0 CHN-FRA: 1-0 JPN-CHN: 0-2 Halve finale CHN-ARG: 0-2 Troostfinale CHN-MAR: 0-4 |

### Boccia
| Paralympiër                       | Onderdeel          | Groepsfase                  | Groepsfase                     | Groepsfase                          | Groepsfase                      | Positie | Finalefase                      | Finalefase                     | Finalefase                   | Plaats |
| Paralympiër                       | Onderdeel          | Wedstrijd I                 | Wedstrijd II                   | Wedstrijd III                       | Wedstrijd IV                    | Positie | Kwartfinale                     | Halve finale                   | (Troost)finale               | Plaats |
| Paralympiër                       | Onderdeel          | Tegenstander Uitslag        | Tegenstander Uitslag           | Tegenstander Uitslag                | Tegenstander Uitslag            | Positie | Tegenstander Uitslag            | Tegenstander Uitslag           | Tegenstander Uitslag         | Plaats |
| --------------------------------- | ------------------ | --------------------------- | ------------------------------ | ----------------------------------- | ------------------------------- | ------- | ------------------------------- | ------------------------------ | ---------------------------- | ------ |
| Lan Zhijian                       | Enkelspel, BC2 (g) | RPC Dmitry Kozmin V met 3-4 | CHN Yan Zhiqiang W met 6-0     | ARG Jonatan Aquino W met 4-3        | Niet van toepassing             | 2e      | THA Worawut Saengampa V met 8-5 | Uitgeschakeld                  | Uitgeschakeld                | 5e     |
| Lin Ximei                         | Enkelspel, BC4 (g) | CHN Zheng Yuansen 5-5       | CAN Iulian Ciobanu V met 4-6   | POR Carla Oliveira W met 6-2        | Niet van toepassing             | 3e      | Niet gekwalificeerd             | Niet gekwalificeerd            | Niet gekwalificeerd          | 13e    |
| Yan Zhiqiang                      | Enkelspel, BC2 (g) | RPC Dmitry Kozmin V met 0-6 | ARG Jonatan Aquino V met 0-6   | CHN Lan Zhijian V met 0-6           | Niet van toepassing             | 4e      | Niet gekwalificeerd             | Niet gekwalificeerd            | Niet gekwalificeerd          | 19e    |
| Zhang Qi                          | Enkelspel, BC1 (g) | GBR David Smith V met 1-7   | JPN Takumi Nakamura W met 6-2  | MEX Eduardo Sanchez Reyes W met 5-3 | ARG Mauricio Ibarbure W met 5-1 | 2e      | MAS Chew Wei Lun V met 2-4      | Uitgeschakeld                  | Uitgeschakeld                | 5e     |
| Zheng Yuansen                     | Enkelspel, BC4 (g) | CHN Lin Ximei 5-5           | POR Carla Oliveira W met 10-2  | CAN Iulian Ciobanu W met 8-2        | Niet van toepassing             | 1e      | BRA Eliseu dos Santos W met 3-3 | SVK Samuel Andrejcik V met 2-5 | HKG Leung Yuk Wing V met 4-5 | 4e     |
| Lan Zhijian Yan Zhiqiang Zhang Qi | Team, BC1-2 (g)    | Argentinië W met 8-1        | Verenigd Koninkrijk W met 11-7 | Thailand W met 6-3                  | RPC 6-6                         | 1e      | Niet van toepassing             | Portugal W met 6-2             | Thailand V met 2-8           | Zilver |

### Boogschieten
| Paralympiër              | Onderdeel                      | Kwalificatie | Kwalificatie | 1e ronde             | 2e ronde                                              | 3e ronde                             | Kwartfinale                                           | Halve finale                      | (troost)Finale                    | Rang   |
| Paralympiër              | Onderdeel                      | Score        | Positie      | Tegenstander Uitslag | Tegenstander Uitslag                                  | Tegenstander Uitslag                 | Tegenstander Uitslag                                  | Tegenstander Uitslag              | Tegenstander Uitslag              | Rang   |
| ------------------------ | ------------------------------ | ------------ | ------------ | -------------------- | ----------------------------------------------------- | ------------------------------------ | ----------------------------------------------------- | --------------------------------- | --------------------------------- | ------ |
| Ai Xinliang              | Individueel, compound open (m) | 695          | 6e           | Bye                  | THA Comsan Singpirom W met 142-140                    | RPC Nail Gatin W met 146-145         | IND Rakesh Kumar W met 145-143                        | IRI Ramezan Biabani V met 144-146 | SVK Marcel Pavlik W met 144-142   | Brons  |
| He Zihao                 | Individueel, compound open (m) | 705          | 1e           | Bye                  | CRC Diego Quesada Arias W met 143-140                 | JPN Leon Miyamoto W met 146-139      | TUR Murat Turan W met 148-145                         | SVK Marcel Pavlik W met 148-146   | IRI Ramezan Biabani W met 147-143 | Goud   |
| Li Ji                    | Individueel, W1 (m)            | 616          | 11e          | Niet van toepassing  | Niet van toepassing                                   | IRI Mohammadreza Zandi V met 138-133 | Uitgeschakeld                                         | Uitgeschakeld                     | Uitgeschakeld                     | 9e     |
| Wang Sijun               | Individueel, recurve open (m)  | 604          | 19e          | Niet van toepassing  | SVK David Ivan V met 6-2                              | Uitgeschakeld                        | Uitgeschakeld                                         | Uitgeschakeld                     | Uitgeschakeld                     | 17e    |
| Zhang Tianxin            | Individueel, W1 (m)            | 650          | 3e           | Niet van toepassing  | Niet van toepassing                                   | Bye                                  | IRI Mohammadreza Zandi V met 137-129                  | Uitgeschakeld                     | Uitgeschakeld                     | 5e     |
| Zhao Lixue               | Individueel, recurve open (m)  | 639          | 2e           | Niet van toepassing  | MGL Munkhbaatar Namjilmaa W met 6-0                   | USA Eric Bennett W met 6-4           | GBR David Phillips W met 6-2                          | KOR Kim Min Su W met 6-5          | USA Kevin Mather V met 4-6        | Zilver |
|                          |                                |              |              |                      |                                                       |                                      |                                                       |                                   |                                   |        |
| Chen Minyi               | Individueel, W1 (v)            | 640          | 1e           | Niet van toepassing  | Niet van toepassing                                   | Bye                                  | JPN Aiko Okazaki W met 132-129                        | USA Lia Coryell W met 137-129     | CZE Sarka Musilova W met 142-131  | Goud   |
| Gao Fanxia               | Individueel, recurve open (v)  | 582          | 9e           | Niet van toepassing  | KOR Kim Ran Sook W met 7-3                            | JPN Chika Shigesada V met 7-1        | Uitgeschakeld                                         | Uitgeschakeld                     | Uitgeschakeld                     | 9e     |
| Li Xinru                 | Individueel, compound open (v) | 681          | 9e           | Niet van toepassing  | SWE Zandra Reppe W met 138-134                        | FRA Julie Chupin V met 138-145       | Niet van toepassing                                   | Niet van toepassing               | Niet van toepassing               | 9e     |
| Lin Yueshan              | Individueel, compound open (v) | 683          | 6e           | Niet van toepassing  | Bye                                                   | CAN Karen van Nest W met 142-140     | CHI Mariana Elena Adelina Zuniga Varela V met 138-138 | Uitgeschakeld                     | Uitgeschakeld                     | 5e     |
| Liu Jing                 | Individueel, W1 (v)            | 615          | 2e           | Niet van toepassing  | Niet van toepassing                                   | Bye                                  | CZE Sarka Musilova V met 128-124                      | Uitgeschakeld                     | Uitgeschakeld                     | 5e     |
| Wu Chunyan               | Individueel, recurve open (v)  | 642          | 1e           | Niet van toepassing  | Bye                                                   | UKR Roksolana Dzoba-Balian W met 6-0 | JPN Chika Shigesada W met 7-1                         | ITA Vincenza Petrilli V met 5-6   | GRE Dorothea Poimenidou W met 6-2 | Brons  |
| Zhou Jiamin              | Individueel, compound open (v) | 655          | 19e          | Niet van toepassing  | CHI Mariana Elena Adelina Zuniga Varela V met 137-144 | Uitgeschakeld                        | Uitgeschakeld                                         | Uitgeschakeld                     | Uitgeschakeld                     | 17e    |
|                          |                                |              |              |                      |                                                       |                                      |                                                       |                                   |                                   |        |
| Chen Minyi Zhang Tianxin | Team, W1 (g)                   | 1290         | 1e           | Niet van toepassing  | Niet van toepassing                                   | Niet van toepassing                  | Bye                                                   | RPC W met 142-128                 | Tsjechië W met 138-132            | Goud   |
| He Zihao Lin Yueshan     | Team, compound open (g)        | 1388         | 1e           | Niet van toepassing  | Niet van toepassing                                   | Bye                                  | Frankrijk W met 154-151                               | Iran W met 150-146                | Turkije W met 153-152             | Goud   |
| Wu Chunyan Zhao Lixue    | Team, recurve open (g)         | 1281         | 1e           | Niet van toepassing  | Niet van toepassing                                   | Bye                                  | Polen W met 6-2                                       | RPC V met 4-5                     | Iran W met 6-2                    | Brons  |

### Goalball
| Paralympiër                                                                    | Onderdeel | Resultaat | Prestatie |
| ------------------------------------------------------------------------------ | --------- | --------- | --- |
| Cai Changgui Chen Liang Liang Hu Ming Yao Lai Liangyu Yang Mingyuan Yu Qinquan | Mannen    | Zilver    | Groep B BEL-CHN: 10-3 CHN-UKR: 7-3 TUR-CHN: 6-3 CHN-GER: 8-3 Kwartfinale JPN-CHN: 4-7 Halve finale CHN-USA: 8-1 Finale CHN-BRA: 2-7 |
| Cao Zhenhua Chen Fengqing Zhang Wei Zhang Xiling                               | Vrouwen   | 5e        | Groep C CHN-RPC: 3-4 AUS-CHN: 0-6 ISR-CHN: 1-4 CHN-CAN: 4-2 Kwartfinale CHN-BRA: 0-1                                                |

### Judo
| Paralympiër | Onderdeel  | Resultaat | Prestatie |
| ----------- | ---------- | --------- | --- |
| Li Liqing   | -48 kg (v) | 7e        | Kwartfinale: V van FRA Sandrine Martinet Herkansingen, finale: V van TPE Lee Kai Lin                                        |
| Wang Yue    | -63 kg (v) | Brons     | Kwartfinale: W van ESP Marta Arce Payno Halve finale: V van AZE Khanim Huseynova Bronzen finale: W van RPC Olga Pozdnysheva |

### Kanovaren
| Atleet      | Onderdeel                  | Heats     | Heats | Halve finale | Halve finale | A/B finale | A/B finale | Eindranking |
| Atleet      | Onderdeel                  | Resultaat | Rang  | Resultaat    | Rang         | Resultaat  | Rang       | Eindranking |
| ----------- | -------------------------- | --------- | ----- | ------------ | ------------ | ---------- | ---------- | ----------- |
| Yu Xiaowei  | Eenpersoons kayak, KL1 (m) | 0:54.551  | 5e    | 0:51.510     | 4e QA        | 0:52.597   | 7e         | 7e          |
|             |                            |           |       |              |              |            |            |             |
| Wang Danqin | Eenpersoons kayak, KL2 (v) | 1:01.863  | 10e   | 0:59.755     | 8e QB        | 0:58.218   | 3e         | 11e         |
| Xie Maosan  | Eenpersoons kayak, KL1 (v) | 0:57.953  | 5e    | 0:57.575     | 2e QA        | 0:56.894   | 5e         | 5e          |

### Roeien
| Atleet                  | Onderdeel                         | Heats     | Heats | Herkansingen        | Herkansingen        | A/B finale | A/B finale |
| Atleet                  | Onderdeel                         | Resultaat | Rang  | Resultaat           | Rang                | Resultaat  | Rang       |
| ----------------------- | --------------------------------- | --------- | ----- | ------------------- | ------------------- | ---------- | ---------- |
| Jiang Jijian Liu Shuang | Tweepersoons sculls, PR2Mix2x (g) | 8:46.15   | 2e QA | Niet van toepassing | Niet van toepassing | 8:49.42    | Brons      |

### Schermen
| Paralympiër                        | Onderdeel                           | Resultaat | Prestatie |
| ---------------------------------- | ----------------------------------- | --------- | --- |
| Feng Yanke                         | Floret individueel, categorie B (m) | Goud      | Groep A W van BRA Vanderson Luis Chaves met 5-4 W van JPN Ryuji Onda met 5-1 W van FRA Maxime Valet met 5-4 W van UKR Oleg Naumenko met 5-2 W van RPC Alexander Kuzyukov met 5-1 W van GBR Dimitri Coutya met 5-3 Kwartfinale: W van UKR Oleg Naumenko met 15-4 W van GBR Dimitri Coutya met 15-14 W van CHN Hu Daoliang met 15-14                                              |
| Feng Yanke                         | Sabel individueel, categorie B (m)  | Goud      | Groep A V van POL Adrian Castro met 3-5 W van BLR Andrei Pranevich met 5-1 V van RPC Albert Kamalov met 4-5 W van JPN Ryuji Onda met 5-0 W van GRE Panagiotis Triantafyllou met 5-1 Kwartfinale: W van RPC Albert Kamalov met 15-6 Halve finale: W van FRA Maxime Valet met 15-7 Finale: W van POL Adrian Castro met 15-11                                                      |
| Hu Daoliang                        | Degen individueel, categorie B (m)  | 5e        | Groep B V van BLR Andrei Pranevich met 3-5 V van BRA Jovane Silva Guissone met 3-5 W van HUN Istvan Tarjanyi met 5-4 V van UKR Oleg Naumenko met 4-5 V van RPC Alexandr Kurzin met 4-5 1/8e finale: W van RPC Alexandr Kurzin met 15-5 Kwartfinale: V van RPC Alexander Kuzyukov met 5-15                                                                                       |
| Hu Daoliang                        | Floret individueel, categorie B (m) | Zilver    | Groep B W van RPC Albert Kamalov met 5-2 W van UKR Anton Datsko met 5-3 W van ITA Marco Cima met 5-2 W van JPN Michinobu Fujita met 5-3 W van POL Adrian Castro met 5-0 W van BRA Jovane Silva Guissone met 5-2 Kwartfinale: W van RPC Alexander Kuzyukov met 15-7 Halve finale: W van RPC Albert Kamalov met 15-4 Finale: V van CHN Feng Yanke met 14-15                       |
| Li Hao                             | Floret individueel, categorie A (m) | 9e        | Groep C V van FRA Damien Tokatlian met 2-5 W van ITA Emanuele Lambertini met 5-4 W van RPC Artur Yusupov met 3-5 W van POL Dariusz Pender met 3-5 1/8e finale: V van ITA Emanuele Lambertini met 14-15 |
| Li Hao                             | Sabel individueel, categorie A (m)  | Goud      | Groep B V van GER Maurice Schmidt met 2-5 W van CAN Ryan Roussell met 5-3 V van ITA Edoardo Giordan met 1-5 W van UKR Andrii Demchuk met 5-0 1/8e finale: W van GBR Piers Gilliver met 15-12 Kwartfinale: W van RPC Maxim Shaburov met 15-6 W van CHN Tian Jianquan met 15-12 Finale: W van UKR Artem Manko met 15-12                                                           |
| Sun Gang                           | Degen individueel, categorie A (m)  | 4e        | Groep A W van FRA Romain Noble met 5-1 W van UKR Artem Manko met 5-1 W van ITA Edoardo Giordan met 5-4 W van RPC Artur Yusupov met 5-4 W van POL Dariusz Pender met 5-3 V van GBR Piers Gilliver met 1-5 Kwartfinale: W van RPC Artur Yusupov met 15-7 Halve finale: V van GBR Piers Gilliver met 6-15 Bronzen finale: V van CHN Tian Jianquan met 13-15                        |
| Sun Gang                           | Floret individueel, categorie A (m) | Goud      | Groep A W van JPN Shintaro Kano met 5-4 W van UKR Andrii Demchuk met 5-0 W van CAN Matthieu Herbert met 5-0 W van POL Michal Nalewajek met 5-1 Kwartfinale: W van UKR Andrii Demchuk met 15-5 Halve finale: W van ITA Matteo Betti met 15-6 Finale: W van HUN Richard Osvath met 15-11                                                                                          |
| Tian Jianquan                      | Degen individueel, categorie A (m)  | Brons     | Groep B W van CAN Ryan Roussell met 5-4 W van ITA Emanuele Lambertini met 5-3 W van GER Maurice Schmidt met 5-1 W van IRQ Zainulabdeen Al-Madhkhoori met 5-2 W van TUR Hakan Akkaya met 5-3 V van RPC Maxim Shaburov met 4-5 Kwartfinale: W van ITA Emanuele Lambertini met 15-14 Halve finale: V van RPC Maxim Shaburov met 14-15 Bronzen finale: W van CHN Sun Gang met 15-13 |
| Tian Jianquan                      | Sabel individueel, categorie A (m)  | Brons     | Groep C W van GBR Piers Gilliver met 5-0 V van UKR Artem Manko met 4-5 W van RPC Nikita Nagaev met 5-2 W van FRA Romain Noble met 5-3 Kwartfinale: W van HUN Richard Osvath met 15-14 Halve finale: V van CHN Li Hao met 12-15 Bronzen finale: W van UKR Andrii Demchuk met 15-14                                                                                               |
| Hu Daoliang Sun Gang Tian Jianquan | Degen, team (m)                     | Zilver    | Groep A W van IRQ met 45-38 W van ITA met 45-20 W van RPC met 45-38 Halve finale: W van UKR met 45-41 Finale: V van RPC met 39-45 |
| Hu Daoliang Li Hao Sun Gang        | Floret, team (m)                    | Goud      | Groep A W van JPN met 45-32 W van FRA met 45-27 W van POL met 45-29 Halve finale: W van RPC met 45-35 Finale: W van GBR met 45-38 |
|                                    |                                     |           | |
| Bian Jing                          | Degen individueel, categorie A (v)  | Brons     | Groep B W van POL Marta Fidrych met 5-2 W van UKR Yevheniia Breus met 5-2 W van HKG Ng Justine Charissa met 5-1 W van USA Shelby Jensen met 5-0 Kwartfinale: W van HUN Zsuzsanna Krajnyak met 15-4 V van HUN Amarilla Veres met 13-15 Bronzen finale: W van RPC Iuliia Maya met 6-5                                                                                             |
| Bian Jing                          | Sabel individueel, categorie A (v)  | Goud      | Groep B W van ITA Loredana Trigilia met 5-0 W van HUN Amarilla Veres met 5-1 W van USA Shelby Jensen met 5-0 W van UKR Yevheniia Breus met 3-5 Kwartfinale: W van POL Marta Fidrych met 15-9 Halve finale: W van HUN Eva Andrea Hajmasi met 15-11 Finale: W van GEO Nino Tibilashvili met 15-7                                                                                  |
| Gu Haiyan                          | Floret individueel, categorie A (v) | Goud      | Groep A W van HUN Eva Andrea Hajmasi met 5-0 W van RPC Alena Evdokimova met 5-2 W van HKG Ng Justine Charissa met 5-0 W van GEO Nino Tibilashvili met 5-0 Kwartfinale: W van RPC Evgeniya Sycheva met 15-4 Halve finale: W van CHN Rong Jing met 15-6 Finale: W van UKR Nataliia Morkvych met 15-8                                                                              |
| Gu Haiyan                          | Sabel individueel, categorie A (v)  | 5e        | Groep A W van CAN Ruth Sylvie Morel met 5-1 W van RPC Evgeniya Sycheva met 5-0 W van POL Kinga Drozdz met 5-3 W van GEO Nino Tibilashvili Kwartfinale: V van UKR Yevheniia Breus met 11-15 |
| Rong Jing                          | Degen individueel, categorie A (v)  | Zilver    | Groep C W van POL Kinga Drozdz met 5-3 V van RPC Alena Evdokimova met 4-5 W van HUN Amarilla Veres met 5-3 W van GBR Gemma Collis-McCann met 5-2 W van JPN Mieko Matsumoto met 5-3 Kwartfinale: W van HKG Yu Chui Yee met 15-11 Halve finale: W van RPC Iuliia Maya met 9-6 Finale: V van HUN Amarilla Veres met 12-15                                                          |
| Rong Jing                          | Floret individueel, categorie A (v) | Brons     | Groep C W van ITA Loredana Trigilia met 5-4 W van RPC Evgeniya Sycheva met 5-2 W van BRA Carminha Oliveira met 5-1 V van UKR Nataliia Morkvych met 4-5 1/8e finale: W van GEO Nino Tibilashvili met 15-8 Kwartfinale: W van HKG Yu Chui Yee met 15-10 V van CHN Gu Haiyan met 6-15 Bronzen finale: W van HUN Eva Andrea Hajmasi met 15-14                                       |
| Tan Shumei                         | Degen individueel, categorie B (v)  | Goud      | Groep B W van HUN Gyongyi Dani met 5-2 W van USA Ellen Geddes met 5-1 W van RPC Liudmila Vasileva met 5-0 W van THA Saysunee Jana met 5-1 W van ITA Rossana Pasquino met 5-4 W van UKR Olena Fedota met 4-1 Kwartfinale: W van RPC Liudmila Vasileva met 15-7 Halve finale: W van THA Saysunee Jana met 15-9 Finale: W van RPC Viktoria Boykova met 3-0                         |
| Tan Shumei                         | Sabel individueel, categorie B (v)  | Goud      | Groep B W van BRA Monica Santos met 5-0 W van HUN Boglarka Mezo met 5-2 W van JPN Chisato Abe met 5-1 W van RPC Irina Mishurova met 5-1 V van UKR Olena Fedota met 3-5 Kwartfinale: W van THA Saysunee Jana met 15-11 Halve finale: W van GEO Irma Khetsuriani met 15-8 Finale: W van UKR Olena Fedota met 15-7                                                                 |
| Xiao Rong                          | Floret individueel, categorie B (v) | 4e        | Groep A W van JPN Chisato Abe met 5-0 W van RPC Liudmila Vasileva met 5-1 W van HKG Chung Yuen Peng met 5-2 V van ITA Beatrice Vio met 1-5 W van BRA Monica Santos met 1-5 W van GEO Irma Khetsuriani met 5-2 Kwartfinale: W van BLR Alesia Makrytskaya met 15-11 Halve finale: V van CHN Zhou Jingjing met 4-15 Bronzen finale: V van RPC Liudmila Vasileva met 12-15          |
| Xiao Rong                          | Sabel individueel, categorie B (v)  | Brons     | Groep A V van ITA Rossana Pasquino met 1-5 W van GER Sylvi Tauber met 5-4 W van GEO Irma Khetsuriani met 5-4 W van THA Saysunee Jana met 5-3 W van USA Terry Hayes met 5-0 Kwartfinale: W van HUN Boglarka Mezo met 15-1 Halve finale: V van UKR Olena Fedota met 10-15 Bronzen finale: W van GEO Irma Khetsuriani met 15-6                                                     |
| Zhou Jingjing                      | Degen individueel, categorie B (v)  | 4e        | Groep A W van HKG Chung Yuen Ping met 5-1 W van BLR Alesia Makrytskaya met 5-2 W van POL Patrycja Hareza met 5-4 W van RPC Viktoria Boykova met 5-1 V van JPN Anri Sakurai met 3-5 W van USA Terry Hayes met 5-1 Kwartfinale: W van UKR Olena Fedota met 15-8 Halve finale: V van RPC Viktoria Boykova met 14-15 Bronzen finale: V van THA Saysunee Jana met 8-15               |
| Zhou Jingjing                      | Floret individueel, categorie B (v) | Zilver    | Groep B W van GER Sylvi Tauber met 5-1 W van RPC Irina Mishurova met 5-4 W van USA Ellen Geddes met 5-3 W van BLR Alesia Makrytskaya met 5-3 W van HUN Boglarka Mezo met 5-4 W van JPN Anri Sakurai met 5-3 Kwartfinale: W van HUN Boglarka Mezo met 15-11 Halve finale: W van CHN Xiao Rong met 15-4 Finale: V van ITA Beatrice Vio met 9-15                                   |
| Bian Jing Rong Jing Tan Shumei     | Degen, team (v)                     | Goud      | Groep A W van USA met 45-11 V van UKR met 44-45 W van HUN met 45-37 Halve finale: W van RPC met 45-24 Finale: W van UKR met 40-17 |
| Gu Haiyan Rong Jing Zhou Jingjing  | Floret, team (v)                    | Goud      | Groep B W van GEO met 45-21 W van HUN met 45-35 W van RPC met 45-41 Halve finale: W van HKG met 45-33 Finale: W van ITA met 45-41 |

### Schietsport
| Paralympiër    | Onderdeel                         | Resultaat | Resultaat | Prestatie           | Prestatie           |
| Paralympiër    | Onderdeel                         | Score     | Rang      | Score               | Rang                |
| -------------- | --------------------------------- | --------- | --------- | ------------------- | ------------------- |
| Dong Chao      | 10 m luchtgeweer, staand SH1 (m)  | 617.6     | 5e Q      | 246.4 PR            | Goud                |
| Dong Chao      | 50 m geweer, 3 posities SH1 (m)   | 1162.0    | 4e Q      | 431.5               | 4e                  |
| Dong Chao      | 10 m luchtgeweer, liggend SH1 (g) | 632.7     | 8e Q      | 189.2               | 5e                  |
| Dong Chao      | 50 m geweer, liggend SH1 (g)      | 617.4     | 8e Q      | 142.0               | 7e                  |
| Huang Xing     | 10 m luchtpistool, SH1 (m)        | 574.0     | 3e Q      | 237.5               | Zilver              |
| Huang Xing     | 25 m pistool, SH1 (g)             | 585.0     | 1e Q      | 27.0 PR             | Goud                |
| Lou Xiaolong   | 10 m luchtpistool, SH1 (m)        | 575.0     | 2e Q      | 196.5               | 4e                  |
| Lou Xiaolong   | 50 m pistool, SH1 (g)             | 539.0     | 2e Q      | 178.5               | 4e                  |
| Tian Fugang    | 10 m luchtgeweer, staand SH1 (m)  | 592.1     | 21e       | Niet gekwalificeerd | Niet gekwalificeerd |
| Tian Fugang    | 50 m geweer, 3 posities SH1 (m)   | 1123.0    | 17e       | Niet gekwalificeerd | Niet gekwalificeerd |
| Yang Chao      | 10 m luchtpistool, SH1 (m)        | 572.0     | 5e Q      | 237.9 PR            | Goud                |
| Yang Chao      | 25 m pistool, SH1 (g)             | 575.0     | 3e Q      | 5.0                 | 7e                  |
| Yang Chao      | 50 m pistool, SH1 (g)             | 535.0     | 5e Q      | 159.3               | 5e                  |
| Yuan Hongxiang | 10 m luchtgeweer, staand SH2 (g)  | 627.3     | 12e       | Niet gekwalificeerd | Niet gekwalificeerd |
| Yuan Hongxiang | 10 m luchtgeweer, liggend SH2 (g) | 630.7     | 25e       | Niet gekwalificeerd | Niet gekwalificeerd |
| Yuan Hongxiang | 50 m geweer, liggend SH2 (g)      | 612.4     | 27e       | Niet gekwalificeerd | Niet gekwalificeerd |
|                |                                   |           |           |                     |                     |
| Bai Xiaohong   | 10 m luchtgeweer, staand SH1 (v)  | 621.5     | 8e Q      | 143.1               | 7e                  |
| Bai Xiaohong   | 50 m geweer, 3 posities SH1 (v)   | 1145.0    | 9e        | Niet gekwalificeerd | Niet gekwalificeerd |
| Li Min         | 10 m luchtpistool, SH1 (v)        | 556.0     | 9e        | Niet gekwalificeerd | Niet gekwalificeerd |
| Li Min         | 25 m pistool, SH1 (g)             | 551.0     | 19e       | Niet gekwalificeerd | Niet gekwalificeerd |
| Li Min         | 50 m pistool, SH1 (g)             | 502.0     | 30e       | Niet gekwalificeerd | Niet gekwalificeerd |
| Yan Yaping     | 10 m luchtgeweer, staand SH1 (v)  | 612.6     | 16e       | Niet gekwalificeerd | Niet gekwalificeerd |
| Yan Yaping     | 50 m geweer, 3 posities SH1 (v)   | 1136.0    | 12e       | Niet gekwalificeerd | Niet gekwalificeerd |
| Yan Yaping     | 10 m luchtgeweer, liggend SH1 (g) | 631.9     | 11e       | Niet gekwalificeerd | Niet gekwalificeerd |
| Yan Yaping     | 50 m geweer, liggend SH1 (g)      | 609.8     | 32e       | Niet gekwalificeerd | Niet gekwalificeerd |
| Zhang Cuiping  | 10 m luchtgeweer, staand SH1 (v)  | 626.0 PR  | 1e Q      | 248.9               | Zilver              |
| Zhang Cuiping  | 50 m geweer, 3 posities SH1 (v)   | 1171.0    | 3e Q      | 457.9 PR            | Goud                |
| Zhang Cuiping  | 10 m luchtgeweer, liggend SH1 (g) | 630.6     | 23e       | Niet gekwalificeerd | Niet gekwalificeerd |
| Zhang Cuiping  | 50 m geweer, liggend SH1 (g)      | 612.1     | 27e       | Niet gekwalificeerd | Niet gekwalificeerd |

### Taekwondo
| Paralympiër | Onderdeel       | Resultaat | Prestatie |
| ----------- | --------------- | --------- | --- |
| Li Yujie    | -58 kg, K44 (v) | Brons     | Kwartfinale: W van SRB Marija Micev met 23-17 Halve finale: V van GBR Beth Munro met 25-34 Bronzen finale: W van NEP Palesha Goverdhan met 12-9 |

### Tafeltennis
| Paralympiër                         | Onderdeel           | Groepsfase                                 | Groepsfase                                 | Groepsfase                   | Positie             | Finalefase                                   | Finalefase                          | Finalefase                                 | Finalefase                                 | Plaats |
| Paralympiër                         | Onderdeel           | Wedstrijd I                                | Wedstrijd II                               | Wedstrijd III                | Positie             | 1/8e finale                                  | Kwartfinale                         | Halve finale                               | Finale                                     | Plaats |
| Paralympiër                         | Onderdeel           | Tegenstander Uitslag                       | Tegenstander Uitslag                       | Tegenstander Uitslag         | Positie             | Tegenstander Uitslag                         | Tegenstander Uitslag                | Tegenstander Uitslag                       | Tegenstander Uitslag                       | Plaats |
| ----------------------------------- | ------------------- | ------------------------------------------ | ------------------------------------------ | ---------------------------- | ------------------- | -------------------------------------------- | ----------------------------------- | ------------------------------------------ | ------------------------------------------ | ------ |
| Cao Ningning                        | Enkelspel, C5 (m)   | TUR Hamza Caliskan W met 3-0               | FRA Nicolas Savant-Aira W met 3-0          | Niet van toepassing          | 1e                  | Niet van toepassing                          | TPE Cheng Ming Chih W met 3-0       | TUR Ali Ozturk W met 3-0                   | GER Valentin Baus V met 2-3                | Zilver |
| Chen Chao                           | Enkelspel, C6 (m)   | KOR Park Hong Kyu V met 1-3                | EGY Ibrahim Hamadtou W met 3-0             | Niet van toepassing          | 2e                  | GRE Kanellis Marios Chatzikyriakos W met 3-0 | DEN Peter Rosenmeier V met 1-3      | Uitgeschakeld                              | Uitgeschakeld                              | 5e     |
| Feng Panfeng                        | Enkelspel, C3 (m)   | POL Maciej Nalepka W met 3-0               | ITA Matteo Orsi W met 3-0                  | Niet van toepassing          | 1e                  | Bye                                          | THA Yuttajak Glinbancheun W met 3-0 | USA Jenson van Emburgh W met 3-0           | GER Thomas Schmidberger W met 3-2          | Goud   |
| Guo Xingyuan                        | Enkelspel, C4 (m)   | SVK Boris Travnicek V met 2-3              | THA Wanchai Chaiwut V met 2-3              | Niet van toepassing          | 3e                  | Niet gekwalificeerd                          | Niet gekwalificeerd                 | Niet gekwalificeerd                        | Niet gekwalificeerd                        | 13e    |
| Lian Hao                            | Enkelspel, C10 (m)  | NGR Alabi Olufemi W met 3-0                | MNE Filip Radovic V met 2-3                | AUS Joel Coughlan W met 3-2  | 2e                  | Niet van toepassing                          | INA David Jacobs V met 2-3          | Uitgeschakeld                              | Uitgeschakeld                              | 5e     |
| Liao Keli                           | Enkelspel, C7 (m)   | SLO Luka Trtnik W met 3-0                  | JPN Katsuyoshi Yagi W met 3-0              | Niet van toepassing          | 1e                  | Bye                                          | BRA Israel Pereira Stroh W met 3-1  | GBR William Bayley V met 2-3               | Uitgeschakeld                              | Brons  |
| Peng Weinan                         | Enkelspel, C8 (m)   | FRA Clement Berthier W met 3-0             | GBR Ross Wilson W met 3-2                  | Niet van toepassing          | 1e                  | THA Phisit Wangphonphathanasiri W met 3-0    | FRA Thomas Bouvais W met 3-0        | UKR Viktor Didukh V met 2-3                | Uitgeschakeld                              | Brons  |
| Yan Shuo                            | Enkelspel, C7 (m)   | CRO Pavao Jozic W met 3-0                  | BRA Paulo Salmin W met 3-0                 | Niet van toepassing          | 1e                  | Bye                                          | EGY Sayed Mohamed Youssef W met 3-1 | POL Maksym Chudzicki W met 3-0             | GBR William Bayley W met 3-1               | Goud   |
| Ye Chaoqun                          | Enkelspel, C8 (m)   | BRA Luiz Filipe Guarnieri Manara W met 3-1 | SWE Linus Karlsson V met 2-3               | Niet van toepassing          | 2e                  | UKR Maxym Nikolenko V met 1-3                | Uitgeschakeld                       | Uitgeschakeld                              | Uitgeschakeld                              | 9e     |
| Zhai Xiang                          | Enkelspel, C3 (m)   | USA Jenson van Emburgh W met 3-0           | CZE Petr Svatos W met 3-0                  | Niet van toepassing          | 1e                  | POL Maciej Nepalka W met 3-1                 | FRA Florian Merrien W met 3-2       | GER Thomas Schmidberger V met 0-3          | Uitgeschakeld                              | Brons  |
| Zhang Yan                           | Enkelspel, C4 (m)   | CHI Cristian Gonzalez V met 2-3            | TUR Nesim Turan V met 2-3                  | Niet van toepassing          | 3e                  | Niet gekwalificeerd                          | Niet gekwalificeerd                 | Niet gekwalificeerd                        | Niet gekwalificeerd                        | 13e    |
| Zhao Ping                           | Enkelspel, C3 (m)   | IRL Colin Judge W met 3-1                  | Niet van toepassing                        | Niet van toepassing          | 1e                  | NGR Ahmed Koleosho W met 3-1                 | GER Thomas Schmidberger V met 3-0   | Uitgeschakeld                              | Uitgeschakeld                              | 5e     |
| Zhao Shuai                          | Enkelspel, C8 (m)   | HUN Gyula Zborai W met 3-0                 | THA Phisit Wangphonphathanasiri W met 3-0  | Niet van toepassing          | 1e                  | Bye                                          | GBR Billy Shilton W met 3-0         | UKR Maxym Nikolenko W met 3-1              | UKR Viktor Didukh W met 3-1                | Goud   |
| Zhao Yiqing                         | Enkelspel, C9 (m)   | NGR Tajudeen Agunbiade V met 2-3           | UKR Ivan Mai V met 2-3                     | Niet van toepassing          | 3e                  | Niet gekwalificeerd                          | Niet gekwalificeerd                 | Niet gekwalificeerd                        | Niet gekwalificeerd                        | 9e     |
| Feng Panfeng Zhai Xiang Zhao Ping   | Team, C3 (m)        | Niet van toepassing                        | Niet van toepassing                        | Niet van toepassing          | Niet van toepassing | Niet van toepassing                          | Verenigde staten W met 2-0          | Thailand W met 2-0                         | Duitsland W met 2-1                        | Goud   |
| Cao Ningning Guo Xingyuan Zhang Yan | Team, C4-5 (m)      | Niet van toepassing                        | Niet van toepassing                        | Niet van toepassing          | Niet van toepassing | Bye                                          | Chili W met 2-0                     | Slowakije W met 2-0                        | Zuid-Korea W met 2-0                       | Goud   |
| Chen Chao Liao Keli Yan Shuo        | Team, C6-7 (m)      | Niet van toepassing                        | Niet van toepassing                        | Niet van toepassing          | Niet van toepassing | Bye                                          | Brazilië W met 2-0                  | Duitsland W met 2-0                        | Verenigd Koninkrijk W met 2-0              | Goud   |
| Peng Weinan Ye Chaoqun Zhao Shuai   | Team, C8 (m)        | Niet van toepassing                        | Niet van toepassing                        | Niet van toepassing          | Niet van toepassing | Niet van toepassing                          | Thailand W met 2-0                  | Verenigd Koninkrijk W met 2-0              | Oekraïne W met 2-0                         | Goud   |
| Lian Hao Zhao Yiqing                | Team, C9-10 (m)     | Niet van toepassing                        | Niet van toepassing                        | Niet van toepassing          | Niet van toepassing | Indonesië W met 2-0                          | Verenigd Koninkrijk W met 2-0       | Oekraïne W met 2-0                         | Australië W met 2-0                        | Goud   |
|                                     |                     |                                            |                                            |                              |                     |                                              |                                     |                                            |                                            |        |
| Gu Xiaodan                          | Enkelspel, C4 (v)   | BRA Joyce Oliveira W met 3-0               | JOR Faten Elelimat W met 3-0               | Niet van toepassing          | 1e                  | Bye                                          | TPE Lu Pi-Chun W met 3-1            | CHN Zhou Ying V met 0-3                    | Uitgeschakeld                              | Brons  |
| Huang Wenjuan                       | Enkelspel, C8 (v)   | NOR Aida Dahlen W met 3-2                  | BRA Lethicia Rodrigues Lacerda W met 3-1   | Niet van toepassing          | 1e                  | Niet van toepassing                          | JPN Yuri Tomone W met 3-0           | FRA Thu Kamkasomphou W met 3-1             | CHN Mao Jingdian V met 1-3                 | Zilver |
| Li Qian                             | Enkelspel, C3 (v)   | KOR Lee Mi-Gyu V met 0-3                   | IND Sonalben Manubhai Patel W met 3-2      | Niet van toepassing          | 2e                  | THA Dararat Asayut V met 1-3                 | Uitgeschakeld                       | Uitgeschakeld                              | Uitgeschakeld                              | 9e     |
| Liu Jing                            | Enkelspel, C1-2 (v) | SRB Ana Prvulovic W met 3-0                | THA Chilchitparyak Bootwansirina W met 3-0 | Niet van toepassing          | 1e                  | Niet van toepassing                          | ARG Maria Garrone W met 3-0         | RPC Nadezda Pushpasheva W met 3-1          | KOR Seo Su-Yeon W met 3-1                  | Goud   |
| Mao Jingdian                        | Enkelspel, C8 (v)   | GER Juliane Wolf W met 3-0                 | JPN Yuri Tomono W met 3-0                  | Niet van toepassing          | 1e                  | Niet van toepassing                          | Bye                                 | NOR Aida Dahlen W met 3-0                  | CHN Huang Wenjuan W met 3-1                | Goud   |
| Pan Jiamin                          | Enkelspel, C5 (v)   | CHI Tamara Leonelli W met 3-0              | KOR Jung Young A V met 2-3                 | Niet van toepassing          | 2e                  | Niet van toepassing                          | SWE Ingela Lundback W met 3-2       | JOR Khetam Abuawad W met 3-1               | CHN Zhang Bian V met 2-3                   | Zilver |
| Wang Rui                            | Enkelspel, C7 (v)   | BRA Millena Franca dos Santos W met 3-0    | KOR Kim Seong-Ok W met 3-0                 | Niet van toepassing          | 1e                  | Niet van toepassing                          | RPC Viktoriia Safonova V met 0-3    | Uitgeschakeld                              | Uitgeschakeld                              | 5e     |
| Xiong Guiyan                        | Enkelspel, C9 (v)   | HUN Alexa Szvitacs W met 3-0               | TUR Neslihan Kavas W met 3-1               | BRA Danielle Rauen W met 3-0 | 1e                  | Niet van toepassing                          | Niet van toepassing                 | POL Karolina Pek W met 3-1                 | AUS Li Na Lei V met 2-3                    | Zilver |
| Xue Juan                            | Enkelspel, C3 (v)   | TUR Hatice Duman W met 3-0                 | CRO Helena Dretar Karic W met 3-1          | Niet van toepassing          | 1e                  | Bye                                          | THA Drarat Asayut W met 3-1         | KOR Yoon Jiyu W met 3-2                    | SVK Alena Kanova W met 3-0                 | Goud   |
| Zhang Bian                          | Enkelspel, C5 (v)   | EGY Faiza Mahmoud W met 3-0                | SWE Ingela Lundback W met 3-1              | Niet van toepassing          | 1e                  | Niet van toepassing                          | Bye                                 | KOR Jung Young A W met 3-0                 | CHN Pan Jiamin W met 3-2                   | Goud   |
| Zhang Miao                          | Enkelspel, C4 (v)   | THA Wijittra Jai-On W met 3-2              | RPC Aleksandra Vasileva W met 3-0          | Niet van toepassing          | 1e                  | Bye                                          | GER Sandra Mikolaschek W met 3-1    | IND Bhavinaben Hasmukhbhai Patel V met 2-3 | Uitgeschakeld                              | Brons  |
| Zhao Xiaojing                       | Enkelspel, C10 (v)  | AUS Qian Yang V met 2-3                    | NGR Faith Obazuaye W met 3-0               | TPE Tian Shiau Wen V met 0-3 | 3e                  | Niet gekwalificeerd                          | Niet gekwalificeerd                 | Niet gekwalificeerd                        | Niet gekwalificeerd                        | 5e     |
| Zhou Ying                           | Enkelspel, C4 (v)   | GBR Megan Shackleton W met 3-0             | IND Bhavinaben Hasmukhbhai Patel W met 3-0 | Niet van toepassing          | 1e                  | Bye                                          | SRB Nada Matic W met 3-1            | CHN Gu Xiaodan W met 3-0                   | IND Bhavinaben Hasmukhbhai Patel W met 3-0 | Goud   |
| Li Qian Liu Jing Xue Jang           | Team, C1-3 (v)      | Niet van toepassing                        | Niet van toepassing                        | Niet van toepassing          | Niet van toepassing | Niet van toepassing                          | Argentinië W met 2-0                | Italië W met 2-1                           | Zuid-Korea W met 2-0                       | Goud   |
| Zhang Bian Zhang Miao Zhou Ying     | Team, C4-5 (v)      | Niet van toepassing                        | Niet van toepassing                        | Niet van toepassing          | Niet van toepassing | Niet van toepassing                          | India W met 2-0                     | Verenigd Koninkrijk W met 2-0              | Zweden W met 2-1                           | Goud   |
| Huang Wenjuan Mao Jingdian Wang Rui | Team, C6-8 (v)      | Niet van toepassing                        | Niet van toepassing                        | Niet van toepassing          | Niet van toepassing | Niet van toepassing                          | Duitsland W met 2-0                 | Frankrijk W met 2-0                        | Nederland W met 2-0                        | Goud   |
| Xiong Guiyan Zhao Xiaojing          | Team, C9-10 (v)     | Niet van toepassing                        | Niet van toepassing                        | Niet van toepassing          | Niet van toepassing | Niet van toepassing                          | Chinese Taipei W met 2-0            | Australië V met 0-2                        | Uitgeschakeld                              | Brons  |

### Tennis
| Paralympiër                | Onderdeel               | 1e ronde                           | 2e ronde                                  | 3e ronde                                          | Kwartfinale                                      | Halve finale                                     | (troost)Finale                                | Rang |
| Paralympiër                | Onderdeel               | Tegenstander Uitslag               | Tegenstander Uitslag                      | Tegenstander Uitslag                              | Tegenstander Uitslag                             | Tegenstander Uitslag                             | Tegenstander Uitslag                          | Rang |
| -------------------------- | ----------------------- | ---------------------------------- | ----------------------------------------- | ------------------------------------------------- | ------------------------------------------------ | ------------------------------------------------ | --------------------------------------------- | ---- |
| Ji Zhenxu                  | Rolstoel enkelspel (m)  | AUT Martin Legner W 2-0 (6-1, 6-0) | NED Maikel Scheffers W 2-0 (6-4, 6-4)     | JPN Shingo Kunieda V 0-2 (0-6, 1-6)               | Uitgeschakeld                                    | Uitgeschakeld                                    | Uitgeschakeld                                 | 9e   |
|                            |                         |                                    |                                           |                                                   |                                                  |                                                  |                                               |      |
| Huang Huimin               | Rolstoel enkelspel (v)  | Niet van toepassing                | THA Sakhorn Khanthasit V 0-2 (2-6, 4-6)   | Uitgeschakeld                                     | Uitgeschakeld                                    | Uitgeschakeld                                    | Uitgeschakeld                                 | 17e  |
| Huang Jinlian              | Rolstoel enkelspel (v)  | Niet van toepassing                | USA Emmy Kaiser W 2-0 (6-1, 6-1)          | NED Diede de Groot V 0-2 (0-6, 2-6)               | Uitgeschakeld                                    | Uitgeschakeld                                    | Uitgeschakeld                                 | 9e   |
| Wang Ziying                | Rolstoel enkelspel (v)  | Niet van toepassing                | SUI Nalani Boub W 2-0 (6-1, 6-0)          | RSA Kgothatso Montjane W 2-0 (6-2, 6-3)           | NED Aniek van Koot V 1-2 (6-7, 6-2, 2-6)         | Uitgeschakeld                                    | Uitgeschakeld                                 | 5e   |
| Zhu Zhenzhen               | Rolstoel enkelspel (v)  | Niet van toepassing                | COL Johana Martinez Vega W 2-0 (6-0, 6-0) | GBR Lucy Shuker W 2-0 (7-6, 6-2)                  | JPN Yui Kamiji V 0-2 (5-7, 1-6)                  | Uitgeschakeld                                    | Uitgeschakeld                                 | 5e   |
| Huang Huimin/Huang Jinlian | Rolstoel dubbelspel (v) | Niet van toepassing                | Niet van toepassing                       | BRA Ana Caldeira/Meirycoll Duval W 2-0 (6-0, 6-0) | JPN Yui Kamiji/Momoko Ohtani V 0-2 (0-6, 0-6)    | Uitgeschakeld                                    | Uitgeschakeld                                 | 5e   |
| Wang Ziying/Zhu Zhenzhen   | Rolstoel dubbelspel (v) | Niet van toepassing                | Niet van toepassing                       | USA Shelby Baron/Dana Mathewson W 2-0 (6-1, 6-0)  | JPN Saki Takamuro/Manami Tanaka W 2-0 (6-2, 6-1) | GBR Lucy Shuker/Jordanne Whiley V 0-2 (4-6, 2-6) | JPN Yui Kamiji/Momoko Ohtani V 0-2 (2-6, 6-7) | 4e   |

### Triatlon
| Paralympiër  | Onderdeel             | Resultaat | Prestatie |
| ------------ | --------------------- | --------- | --------- |
| Wang Jiachao | Individueel, PTS4 (m) | 4e        | 1:04:54   |

### Volleybal
| Paralympiër | Onderdeel | Resultaat | Prestatie                                                                                    |
| --- | --------- | --------- | -------------------------------------------------------------------------------------------- |
| Chen Lu Ding Jian Ding Xiaochao Gao Hui Jia Youming Li Lei Wang Qiang Wang Shuo Xu Zengbing Zhang Zhongmin Zhao Peiwen Zhou Canming | Mannen    | 7e        | Groep B BRA-CHN: 3-1 GER-CHN: 1-3 CHN-IRI: 0-3 Plaats 7/8 JPN-CHN: 0-3                       |
| Gao Wenwen Gong Bin Hu Huizi Lyu Hongqin Qiu Junfei Tang Xue Mei Wang Li Wang Yanan Xu Yixiao Zhang Lijun Zhang Xufei Zhao Meilin   | Vrouwen   | Zilver    | Groep B CHN-RPC: 3-0 USA-CHN: 0-3 CHN-RWA: 3-0 Halve finale CHN-CAN: 3-0 Finale USA-CHN: 3-1 |

### Wegwielrennen
| Paralympiër   | Onderdeel              | Resultaat | Prestatie |
| ------------- | ---------------------- | --------- | --------- |
| Chen Jianxin  | Wegwedstrijd, T1-2 (m) | Goud      | 0:51:07   |
| Chen Jianxin  | Tijdrit, T1-2 (m)      | Goud      | 25:00.32  |
| Li Zhangyu    | Tijdrit, C1 (m)        | 6e        | 27:23.62  |
| Liang Guihua  | Wegwedstrijd, C1-3 (m) | 25e       | 2:27:03   |
| Liang Guihua  | Tijdrit, C2 (m)        | 4e        | 37:17.09  |
|               |                        |           |           |
| Qian Wangwei  | Wegwedstrijd, C1-3 (v) | 13e       | 1:24:51   |
| Qian Wangwei  | Tijdrit, C1-3 (v)      | 11e       | 29:18.31  |
| Ruan Jianping | Wegwedstrijd, C4-5 (v) | 12e       | + 1 ronde |
| Ruan Jianping | Tijdrit, C4 (v)        | 6e        | 44:55.99  |
| Sun Bianbian  | Wegwedstrijd, H5 (v)   | Zilver    | 2:26:50   |
| Sun Bianbian  | Tijdrit, H4-5 (v)      | Zilver    | 47:26.53  |
| Wang Xiaomei  | Wegwedstrijd, C1-3 (v) | 4e        | 1:13:11   |
| Wang Xiaomei  | Tijdrit, C1-3 (v)      | 6e        | 27:09.89  |
| Zeng Sini     | Wegwedstrijd, C1-3 (v) | 9e        | 1:16:09   |
| Zeng Sini     | Tijdrit, C1-3 (v)      | 4e        | 26:53.95  |

### Zwemmen
| Atleet                                                                               | Onderdeel                              | Series              | Series              | Finale              | Finale              |
| Atleet                                                                               | Onderdeel                              | Resultaat           | Rang                | Resultaat           | Rang                |
| ------------------------------------------------------------------------------------ | -------------------------------------- | ------------------- | ------------------- | ------------------- | ------------------- |
| Hua Dongdong                                                                         | 50 m vrije slag, S11 (m)               | 0:26.55             | 3e                  | 0:26.18             | Zilver              |
| Hua Dongdong                                                                         | 400 m vrije slag, S11 (m)              | 4:37.90             | 3e                  | 4:34.89             | Brons               |
| Hua Dongdong                                                                         | 100 m vlinderslag, S11 (m)             | 1:10.71             | 8e                  | 1:09.16             | 7e                  |
| Hua Dongdong                                                                         | 200 m individuele wisselslag, SM11 (m) | 2:39.97             | 10e                 | Niet gekwalificeerd | Niet gekwalificeerd |
| Jia Hongguang                                                                        | 100 m vrije slag, S6 (m)               | 1:08.15             | 7e                  | 1:05.55             | 4e                  |
| Jia Hongguang                                                                        | 100 m rugslag, S6 (m)                  | 1:14.15             | 1e                  | 1:12.72             | Goud                |
| Jia Hongguang                                                                        | 100 m schoolslag, SB6 (m)              | 1:25.64             | 7e                  | 1:23.67             | 5e                  |
| Jia Hongguang                                                                        | 50 m vlinderslag, S6 (m)               | 0:32.16             | 3e                  | 0:31.54             | Zilver              |
| Jia Hongguang                                                                        | 200 m individuele wisselslag, SM6 (m)  | 2:48.28             | 3e                  | 2:41.29             | Brons               |
| Li Junsheng                                                                          | 100 m schoolslag, SB5 (m)              | 1:32.11             | 4e                  | 1:29.01             | Brons               |
| Liu Benying                                                                          | 50 m vrije slag, S4 (m)                | 0:39.98             | 5e                  | 0:39.98             | 5e                  |
| Liu Benying                                                                          | 50 m rugslag, S4 (m)                   | 0:45.21             | 4e                  | 0:45.21             | 5e                  |
| Liu Benying                                                                          | 150 m individuele wisselslag, SM4 (m)  | 2:50.48             | 8e                  | Gediswalificeerd    | DSQ                 |
| Liu Fengqi                                                                           | 100 m vrije slag, S8 (m)               | 1:01.54             | 12e                 | Niet gekwalificeerd | Niet gekwalificeerd |
| Liu Fengqi                                                                           | 100 m rugslag, S8 (m)                  | 1:08.57             | 4e                  | 1:07.09             | Brons               |
| Liu Fengqi                                                                           | 200 m individuele wisselslag, SM8 (m)  | 2:29.40             | 6e                  | 2:26.94             | 5e                  |
| Ruan Jingsong                                                                        | 50 m rugslag, S5 (m)                   | 0:33.27             | 1e                  | 0:32.97             | Zilver              |
| Ruan Jingsong                                                                        | 100 m schoolslag, SB4 (m)              | 1:49.11             | 7e                  | 1:44.13             | 5e                  |
| Wang Jingang                                                                         | 50 m vrije slag, S7 (m)                | 0:30.41             | 12e                 | Niet gekwalificeerd | Niet gekwalificeerd |
| Wang Jingang                                                                         | 100 m vrije slag, S6 (m)               | 1:08.61             | 8e                  | 1:08.61             | 8e                  |
| Wang Jingang                                                                         | 100 m rugslag, S6 (m)                  | 1:18.20             | 4e                  | 1:16.51             | 5e                  |
| Wang Jingang                                                                         | 50 m vlinderslag, S6 (m)               | 0:30.81             | 1e                  | 0:30.81             | Goud                |
| Wang Jingang                                                                         | 200 m individuele wisselslag, SM6 (m)  | 2:50.23             | 8e                  | 2:43.74             | 5e                  |
| Wang Lichao                                                                          | 50 m vrije slag, S5 (m)                | 0:33.02             | 4e                  | 0:31.35             | Brons               |
| Wang Lichao                                                                          | 100 m vrije slag, S5 (m)               | 1:15.88             | 6e                  | 1:10.45             | Zilver              |
| Wang Lichao                                                                          | 50 m rugslag, S5 (m)                   | 0:36.21             | 3e                  | 0:33.38             | Brons               |
| Wang Lichao                                                                          | 50 m vlinderslag, S5 (m)               | 0:36.41             | 6e                  | 0:31.81             | Zilver              |
| Xu Haijiao                                                                           | 100 m vrije slag, S8 (m)               | 1:00.05             | 5e                  | 0:58.75             | 4e                  |
| Xu Haijiao                                                                           | 400 m vrije slag, S8 (m)               | 4:34.47             | 4e                  | 4:29.93             | 4e                  |
| Xu Haijiao                                                                           | 100 m schoolslag, SB8 (m)              | 1:11.92             | 5e                  | 1:11.55             | 6e                  |
| Xu Haijiao                                                                           | 100 m vlinderslag, S8 (m)              | 1:04.84             | 5e                  | 1:03.42             | 5e                  |
| Xu Haijiao                                                                           | 200 m individuele wisselslag, SM8 (m)  | 2:29.01             | 5e                  | 2:21.06             | Zilver              |
| Yang Bozun                                                                           | 50 m vrije slag, S11 (m)               | 0:27.19             | 5e                  | 0:26.98             | 4e                  |
| Yang Bozun                                                                           | 100 m rugslag, S11 (m)                 | 1:10.14             | 1e                  | 1:09.62             | Brons               |
| Yang Bozun                                                                           | 100 m schoolslag, SB11 (m)             | 1:12.98             | 2e                  | 1:12.62             | Brons               |
| Yang Bozun                                                                           | 100 m vlinderslag, S11 (m)             | 1:10.13             | 7e                  | 1:09.23             | 8e                  |
| Yang Bozun                                                                           | 200 m individuele wisselslag, SM11 (m) | 2:32.05             | 2e                  | 2:29.75             | 6e                  |
| Yang Feng                                                                            | 100 m vlinderslag, S8 (m)              | 1:04.24             | 3e                  | 1:03.20             | Zilver              |
| Yang Guanglong                                                                       | 100 m vrije slag, S8 (m)               | 1:00.40             | 7e                  | 0:59.42             | 6e                  |
| Yang Guanglong                                                                       | 100 m schoolslag, SB8 (m)              | 1:12.07             | 6e                  | 1:10.48             | Brons               |
| Yang Guanglong                                                                       | 100 m vlinderslag, S8 (m)              | 1:03.95             | 2e                  | 1:03.26             | 4e                  |
| Yang Guanglong                                                                       | 200 m individuele wisselslag, SM8 (m)  | 2:29.90             | 7e                  | 2:21.53             | Brons               |
| Yang Hong                                                                            | 100 m vrije slag, S6 (m)               | 1:14.57             | 17e                 | Niet gekwalificeerd | Niet gekwalificeerd |
| Yang Hong                                                                            | 100 m rugslag, S6 (m)                  | 1:18.57             | 5e                  | 1:15.83             | 4e                  |
| Yang Hong                                                                            | 100 m schoolslag, SB6 (m)              | 1:22.76             | 3e                  | 1:22.07             | 4e                  |
| Yang Hong                                                                            | 200 m individuele wisselslag, SM6 (m)  | 2:49.49             | 5e                  | 2:41.34             | 4e                  |
| Yuan Wieyi                                                                           | 50 m vrije slag, S5 (m)                | 0:31.30             | 1e                  | 0:31.11             | Zilver              |
| Yuan Wieyi                                                                           | 100 m vrije slag, S5 (m)               | 1:12.66             | 1e                  | 1:11.68             | 5e                  |
| Yuan Wieyi                                                                           | 50 m vlinderslag, S5 (m)               | 0:32.30             | 1e                  | 0:32.00             | Brons               |
| Zheng Tao                                                                            | 50 m vrije slag, S5 (m)                | 0:31.81             | 2e                  | 0:30.31 PR          | Goud                |
| Zheng Tao                                                                            | 100 m vrije slag, S5 (m)               | 1:13.83             | 4e                  | 1:10.87             | 4e                  |
| Zheng Tao                                                                            | 50 m rugslag, S5 (m)                   | 0:37.15             | 4e                  | 0:31.42 WR PR       | Goud                |
| Zheng Tao                                                                            | 50 m vlinderslag, S5 (m)               | 0:32.34             | 2e                  | 0:30.62 WR PR       | Goud                |
| Zou Liankang                                                                         | 50 m vrije slag, S3 (m)                | 0:47.49             | 5e                  | 0:45.25             | Zilver              |
| Zou Liankang                                                                         | 200 m vrije slag, S3 (m)               | 3:30.85             | 2e                  | 3:24.29             | 4e                  |
| Zou Liankang                                                                         | 50 m rugslag, S3 (m)                   | 0:47.86             | 3e                  | 0:45.25             | Goud                |
| Zou Liankang                                                                         | 50 m schoolslag, SB2 (m)               | Gediskwalificeerd   | DSQ                 | Niet gekwalificeerd | Niet gekwalificeerd |
| Liu Fengqi Xu Heijiao Yang Feng Yang Guanglong                                       | 4 x 100 m vrije slag, 34 punten (m)    | Niet van toepassing | Niet van toepassing | 4:00.18             | 6e                  |
| Liu Fengqi Xu Heijiao Yang Feng Yang Guanglong                                       | 4 x 100 m wisselslag, 34 punten (m)    | 4:42.57             | 8e                  | 4:22.72             | 6e                  |
|                                                                                      |                                        |                     |                     |                     |                     |
| Cai Liwen                                                                            | 100 m vrije slag, S11 (v)              | 1:10.74             | 4e                  | 1:06.56             | Brons               |
| Cai Liwen                                                                            | 400 m vrije slag, S11 (v)              | 5:25.00             | 3e                  | 5:07.56             | Brons               |
| Cai Liwen                                                                            | 100 m rugslag, S11 (v)                 | 1:18.16             | 2e                  | 1:13.46 WR PR       | Goud                |
| Cai Liwen                                                                            | 100 m schoolslag, SB11 (v)             | 1:32.02             | 7e                  | 1:30.97             | 6e                  |
| Cai Liwen                                                                            | 200 m individuele wisselslag, SM11 (v) | 2:50.70             | 3e                  | 2:42.91             | Zilver              |
| Cheng Jiao                                                                           | 50 m rugslag, S5 (v)                   | 0:48.40             | 6e                  | 0:48.75             | 8e                  |
| Cheng Jiao                                                                           | 100 m schoolslag, SB4 (v)              | 1:47.82             | 2e                  | 1:52.17             | 5e                  |
| Cheng Jiao                                                                           | 50 m vlinderslag, S5 (v)               | 0:43.05             | 3e                  | 0:43.04             | Brons               |
| Cheng Jiao                                                                           | 200 m individuele wisselslag, SM5 (v)  | Niet van toepassing | Niet van toepassing | 3:20.80             | Zilver              |
| Feng Yazhu                                                                           | 50 m rugslag, S2 (v)                   | 1:17.58             | 6e                  | 1:11.55             | Brons               |
| Feng Yazhu                                                                           | 100 m rugslag, S2 (v)                  | 2:32.44             | 2e                  | 2:37.04             | 4e                  |
| Jiang Yuyan                                                                          | 50 m vrije slag, S6 (v)                | 0:34.16             | 5e                  | 0:33.55             | 4e                  |
| Jiang Yuyan                                                                          | 100 m vrije slag, S7 (v)               | 1:12.49             | 4e                  | 1:11.07 WR PR(S6)   | Brons               |
| Jiang Yuyan                                                                          | 400 m vrije slag, S6 (v)               | 5:14.52             | 1e                  | 5:04.57 WR PR       | Goud                |
| Jiang Yuyan                                                                          | 100 m rugslag, S6 (v)                  | 1:24.41             | 6e                  | 1:20.65             | Zilver              |
| Jiang Yuyan                                                                          | 50 m vlinderslag, S6 (v)               | 0:34.56             | 1e                  | 0:34.69 WR PR       | Goud                |
| Li Guizhi                                                                            | 50 m vrije slag, S11 (v)               | 0:29.95             | 2e                  | 0:29.72             | Zilver              |
| Li Guizhi                                                                            | 100 m vrije slag, S11 (v)              | 1:05.92             | 1e                  | 1:05.87 PR          | Goud                |
| Li Guizhi                                                                            | 100 m rugslag, S11 (v)                 | 1:20.05             | 3e                  | 1:16.98             | Brons               |
| Liu Daomin                                                                           | 100 m schoolslag, SB6 (v)              | 1:35.43             | 2e                  | 1:33.30             | Zilver              |
| Liu Daomin                                                                           | 50 m vlinderslag, S6 (v)               | 0:38.98             | 7e                  | 0:38.38             | 7e                  |
| Liu Daomin                                                                           | 200 m individuele wisselslag, SM6 (v)  | 3:08.05             | 7e                  | 3:10.61             | 8e                  |
| Liu Yu                                                                               | 50 m rugslag, S4 (v)                   | 0:45.81             | 1e                  | 0:44.68 WR PR       | Goud                |
| Liu Yu                                                                               | 150 m individuele wisselslag, SM4 (v)  | 2:39.39 WR PR       | 1e                  | 2:41.91             | Goud                |
| Lu Dong                                                                              | 100 m vrije slag, S5 (v)               | 1:25.69             | 6e                  | 1:23.34             | 6e                  |
| Lu Dong                                                                              | 50 m rugslag, S5 (v)                   | 0:40.00             | 1e                  | 0:37.18 WR PR       | Goud                |
| Lu Dong                                                                              | 50 m vlinderslag, S5 (v)               | 0:40.74             | 1e                  | 0:39.54 WR PR       | Goud                |
| Lu Dong                                                                              | 200 m individuele wisselslag, SM5 (v)  | Niet van toepassing | Niet van toepassing | 3:20.53             | Goud                |
| Ma Jia                                                                               | 50 m vrije slag, S11 (v)               | 0:30.05             | 3e                  | 0:29.20 WR PR       | Goud                |
| Ma Jia                                                                               | 100 m vrije slag, S11 (v)              | 1:15.25             | 10e                 | Niet gekwalificeerd | Niet gekwalificeerd |
| Ma Jia                                                                               | 100 m schoolslag, SB11 (v)             | 1:23.09             | 1e                  | 1:19.82             | Zilver              |
| Ma Jia                                                                               | 200 m individuele wisselslag, SM11 (v) | 2:47.48             | 1e                  | 2:42.14 WR PR       | Goud                |
| Song Lingling                                                                        | 50 m vrije slag, S6 (v)                | 0:34.94             | 6e                  | 0:34.40             | 7e                  |
| Song Lingling                                                                        | 400 m vrije slag, S6 (v)               | 5:40.54             | 8e                  | 5:28.88             | 6e                  |
| Song Lingling                                                                        | 100 m rugslag, S6 (v)                  | 1:24.15             | 5e                  | 1:22.21             | 5e                  |
| Song Lingling                                                                        | 100 m schoolslag, SB5 (v)              | 1:49.80             | 6e                  | 1:43.73             | 4e                  |
| Song Lingling                                                                        | 200 m individuele wisselslag, SM6 (v)  | Gediskwalificeerd   | DSQ                 | Niet gekwalificeerd | Niet gekwalificeerd |
| Wang Xinyi                                                                           | 50 m vrije slag, S11 (v)               | 0:31.12             | 6e                  | 0:30.24             | 5e                  |
| Wang Xinyi                                                                           | 400 m vrije slag, S11 (v)              | 5:32.06             | 5e                  | 5:23.05             | 4e                  |
| Wang Xinyi                                                                           | 100 m rugslag, S11 (v)                 | 1:17.66             | 1e                  | 1:13.71             | Zilver              |
| Wang Xinyi                                                                           | 200 m individuele wisselslag, SM11 (v) | 2:53.15             | 5e                  | 2:45.74             | 4e                  |
| Xu Jialing                                                                           | 100 m vrije slag, S9 (v)               | 1:06.98             | 12e                 | Niet gekwalificeerd | Niet gekwalificeerd |
| Xu Jialing                                                                           | 400 m vrije slag, S9 (v)               | 4:54.94             | 6e                  | 4:51.00             | 5e                  |
| Xu Jialing                                                                           | 100 m vlinderslag, S9 (v)              | Gediskwalificeerd   | DSQ                 | Niet gekwalificeerd | Niet gekwalificeerd |
| Xu Jialing                                                                           | 200 m individuele wisselslag, SM9 (v)  | 2:39.88             | 4e                  | 2:38.90             | 7e                  |
| Yao Cuan                                                                             | 100 m vrije slag, S5 (v)               | 1:26.52             | 7e                  | 1:26.66             | 7e                  |
| Yao Cuan                                                                             | 200 m vrije slag, S5 (v)               | 3:04.92             | 5e                  | 3:00.72             | 5e                  |
| Yao Cuan                                                                             | 100 m schoolslag, SB4 (v)              | 1:50.70             | 3e                  | 1:50.77             | Brons               |
| Yao Cuan                                                                             | 50 m vlinderslag, S5 (v)               | 0:46.24             | 5e                  | 0:46.13             | 6e                  |
| Zhang Meng                                                                           | 50 m vrije slag, S10 (v)               | 0:28.93             | 8e                  | 0:28.96             | 8e                  |
| Zhang Meng                                                                           | 100 m rugslag, S10 (v)                 | 1:13.59             | 7e                  | 1:12.63             | 7e                  |
| Zhang Meng                                                                           | 100 m schoolslag, SB9 (v)              | 1:19.22             | 5e                  | 1:20.02             | 6e                  |
| Zhang Meng                                                                           | 200 m individuele wisselslag, SM10 (v) | 2:36.23             | 7e                  | 2:35.26             | 6e                  |
| Zhang Li                                                                             | 100 m vrije slag, S5 (v)               | 1:22.09             | 3e                  | 1:17.80             | Zilver              |
| Zhang Li                                                                             | 200 m vrije slag, S5 (v)               | 2:59.24             | 4e                  | 2:46.53             | Goud                |
| Zhang Li                                                                             | 50 m rugslag, S5 (v)                   | 0:48.83             | 7e                  | 0:48.02             | 7e                  |
| Zhang Li                                                                             | 100 m schoolslag, SB4 (v)              | 1:53.28             | 5e                  | 1:51.96             | 4e                  |
| Zhou Yanfei                                                                          | 50 m vrije slag, S4 (v)                | 0:43.75             | 6e                  | 0:43.16             | 6e                  |
| Zhou Yanfei                                                                          | 50 m rugslag, S4 (v)                   | 0:49.93             | 3e                  | 0:48.42             | Zilver              |
| Zhou Yanfei                                                                          | 150 m individuele wisselslag, SM4 (v)  | 2:50.11             | 2e                  | 2:47.41             | Zilver              |
| Jiang Yuyan Song Lingling Xu Jialing Zhang Meng                                      | 4 x 100 m vrije slag, 34 punten (v)    | Niet van toepassing | Niet van toepassing | 4:33.21             | 4e                  |
| Jiang Yuyan Song Lingling Xu Jialing Zhang Meng                                      | 4 x 100 m wisselslag, 34 punten (v)    | Niet van toepassing | Niet van toepassing | Gediskwalificeerd   | DSQ                 |
|                                                                                      |                                        |                     |                     |                     |                     |
| Jia Hongguang Lu Dong Wang Lichao Yao Cuan Yuan Weiyi Zhang Li Zheng Tao Zhou Yanfei | 4 x 50 m vrije slag, 20 punten (g)     | 2:31.06             | 4e                  | 2:15.49 WR PR       | Goud                |
| Cai Liwen Hua Dongdong Li Guizhi Yang Bozun                                          | 4 x 100 m vrije slag, 49 punten (g)    | Niet van toepassing | Niet van toepassing | Gediskwalificeerd   | DSQ                 |

Afghanistan · 
Algerije · 
Amerikaanse Maagdeneilanden · 
Angola · 
Argentinië · 
Armenië · 
Aruba · 
Australië · 
Azerbeidzjan · 
Bahrein · 
Barbados · 
Belarus · 
België · 
Benin · 
Bermuda · 
Bosnië en Herzegovina · 
Botswana · 
Brazilië · 
Bulgarije · 
Burkina Faso · 
Burundi · 
Cambodja · 
Canada · 
Centraal-Afrikaanse Republiek · 
Chili · 
China · 
Chinees Taipei · 
Colombia · 
Congo-Brazzaville · 
Congo-Kinshasa · 
Costa Rica · 
Cuba · 
Cyprus · 
Denemarken · 
Dominicaanse Republiek · 
Duitsland · 
Ecuador · 
Egypte · 
El Salvador · 
Estland · 
Ethiopië · 
Faeröer · 
Fiji · 
Filipijnen · 
Finland · 
Frankrijk · 
Gabon · 
Gambia · 
Georgië · 
Ghana · 
Griekenland · 
Groot-Brittannië · 
Guatemala · 
Guinee · 
Guinee‑Bissau · 
Haïti · 
Honduras · 
Hongarije · 
Hongkong · 
Ierland · 
IJsland · 
India · 
Indonesië · 
Irak · 
Iran · 
Israël · 
Italië · 
Ivoorkust · 
Jamaica · 
Japan · 
Jordanië · 
Kaapverdië · 
Kameroen · 
Kazachstan · 
Kenia · 
Kirgizië · 
Koeweit · 
Kroatië · 
Laos · 
Lesotho · 
Letland · 
Libanon · 
Liberia · 
Libië · 
Litouwen · 
Luxemburg · 
Madagaskar · 
Maleisië · 
Mali · 
Malta · 
Marokko · 
Mauritius · 
Mexico · 
Moldavië · 
Mongolië · 
Montenegro · 
Mozambique · 
Namibië · 
Nederland · 
Nepal · 
Nicaragua · 
Nieuw-Zeeland · 
Niger · 
Nigeria · 
Noord-Macedonië · 
Noorwegen · 
Oeganda · 
Oekraïne · 
Oezbekistan · 
Oman · 
Oostenrijk · 
Pakistan · 
Palestina · 
Panama · 
Papoea-Nieuw-Guinea · 
Peru · 
Polen · 
Portugal · 
Puerto Rico · 
Qatar · 
Roemenië · 
Russisch Paralympisch Comité ·
Rwanda · 
Saint Vincent en Grenadines · 
Samoa · 
Saoedi-Arabië · 
Sao Tomé en Principe · 
Senegal · 
Servië · 
Seychellen · 
Sierra Leone · 
Singapore · 
Slovenië · 
Slowakije · 
Somalië · 
Spanje · 
Sri Lanka · 
Syrië · 
Tadzjikistan · 
Tanzania · 
Thailand · 
Togo · 
Tonga · 
Trinidad en Tobago · 
Tsjechië · 
Tunesië · 
Turkije · 
Turkmenistan · 
Uruguay · 
Venezuela · 
Verenigde Arabische Emiraten · 
Verenigde Staten · 
Vietnam · 
Zimbabwe · 
Zuid-Afrika · 
Zuid-Korea · 
Zweden · 
Zwitserland
Paralympisch Vluchtelingen Team